# Вшанування пам'яті Василя Сліпака

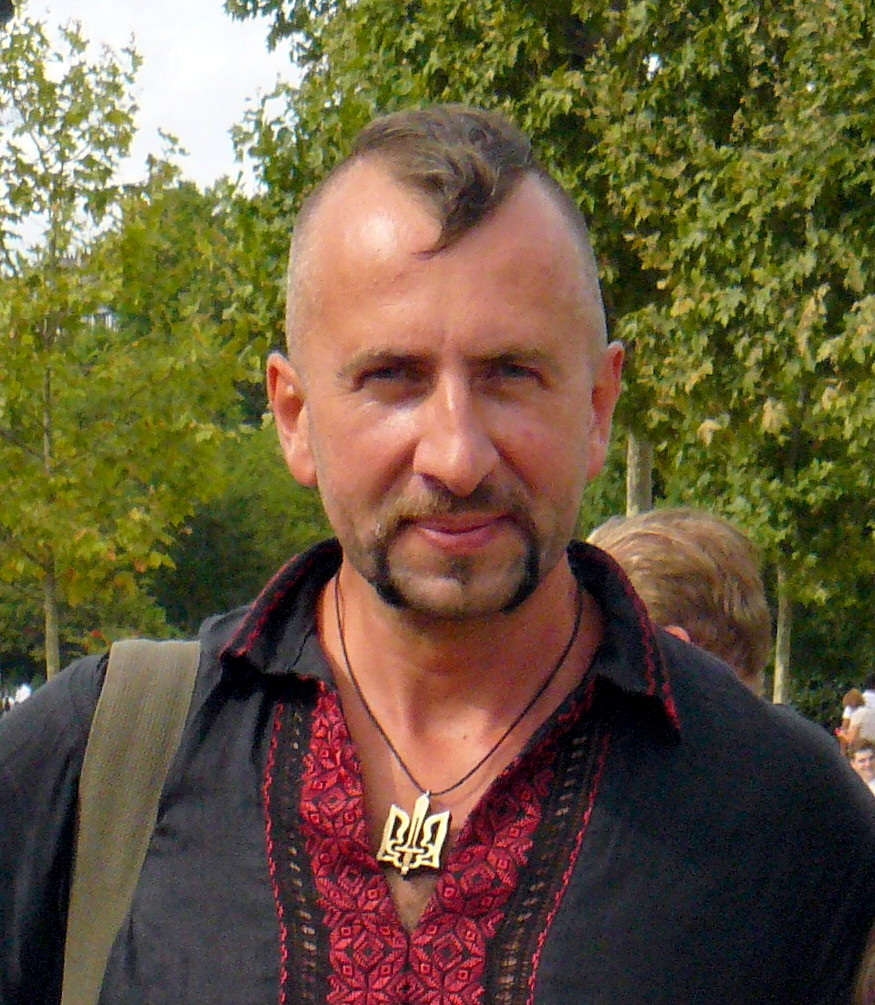
Василь Сліпак, 24 серпня 2014

Вшанування пам'яті Василя Сліпака — список заходів, подій, найменувань, спрямованих на вшанування пам'яті Василя Сліпака, всесвітньо відомого українського оперного співака, волонтера та учасника бойових дій на Сході України, який загинув у 2016 році.

## Вшанування пам'яті
- 29 червня 2016 р. — офіційний сайт опери Королі́вства Нідерла́ндів.[1](нід.)
- 29 червня 2016 р. — офіційний сайт Української Всесвітньої Координаційної Ради (УВКР).[2]
- 29 червня 2016 р. — офіційний сайт Львівської опери.[3]
- 29 червня 2016 р. — офіційний сайт Міністерства культури України.[4]
- 29 червня 2016 р. — «Голос України», офіційний сайт українців у Франції.[5](фр.)
- Офіційний сайт симфонічного оркестру «Bel Arte», диригент Річард Боударгам.[6](фр.)
- 29 червня 2016 р. — офіційний сайт Львівської Державної Академічної чоловічої хорової капели «Дударик» [Архівовано 21 червня 2018 у Wayback Machine.]
- 30 червня 2016 р. — офіційна сторінка Міжнародного оперного конкурсу «Armel» в Угорщині.[7](угор.)
- 30 червня 2016 р. — офіційний вебсайт «Франс Мюзік» (France Musique), громадське радіо групи «Радіо Франція», транслює класичну музику, джаз.[8]
- 30 червня 2016 р. — пленарне засідання Львівської міської ради розпочали із вшанування пам'яті хвилиною мовчання.[9]
- 30 червня 2016 р. — музична театральна компанія ARCAL (Франція).[10](фр.)
- 30 червня 2016 р.— пленарне засідання Луцької міської ради розпочали із вшанування пам'яті хвилиною мовчання.[11]
- 30 червня 2016 р. — у Посольстві України у Словенії учасники заходу з нагоди 20-ї річниці з дня прийняття Верховною Радою України Конституції хвилиною мовчання вшанували пам'ять.[12]
- 30 червня 2016 р. — Опера Vilag, офіційний сайт.[13](угор.)
- 30 червня 2016 р. — присутні на гала-концерті з нагоди відкриття літнього фестивалю «Summer Opera Fest 2016» у Харківській опері вшанували пам'ять співака хвилиною мовчання.[14]
- 1 липня 2016 р. — заява Європейського Конгресу Українців.[15]
- 1 липня 2016 р. — із хвилини мовчання стартував благодійний арт-марафон «Краплі добра».[16]
- 3 липня 2016 р. — заява Об'єднання українців у Франції.[17]
- 7 липня 2016 р. — у Римі активісти української спільноти провели вечір пам'яті.[18]
- 9—10 липня 2016 р. — на Оперний вікенд від Міжнародного фестивалю ліричного мистецтва в Екс-ан-Провансі 9 та 10 липня запрошує Французький інститут в Україні. Організатори показу присвячують його пам'яті Василя Сліпака.[19]
- 20 серпня 2016 р. — учасники VI Всесвітнього Форуму Українців вшанували хвилиною мовчання пам'ять.[20]
- 12 вересня 2016 р. — у Варшавській філармонії присутні на гала-концерті з нагоди 25 річниці Незалежності України вшанували пам'ять. Продемонстрували збережене відео: Василь Сліпак 2011 року виконував у Краківській опері головну партію в опері Віктора Ульманна «Імператор Атлантиди».[21]
- 16 жовтня 2016 р. — фестиваль «Музичні зустрічі на Луарі».[22]
- 1 червня 2018 р. — Президент України Петро Порошенко і присутні на відкритті IV Міжнародного музичного фестивалю «Odessa Classics» аплодисментами вшанували пам'ять співака.[23]
- 24 жовтня 2018 р. на відкритті Kharkiv MeetDocs Eastern Ukrainian Film Festival, міжнародного кінофестивалю документальних та художніх фільмів, присутні вшанували пам'ять хвилиною мовчання.[24]
- 19 квітня 2019 р. під час церемонії нагородження кінопремією «Золота дзиґа» вшанували пам‘ять Василя Сліпака.[25]

### Фундація Василя Сліпака
Міжнародна некомерційна благочинна організація, яку започатковано 29 червня 2016 року задля підтримки культурних ініціатив, об'єднаних ідеєю трансформації українського суспільства згідно з європейськими ідеалами. Базою для створення є зібрана родиною вокальна спадщина Василя Сліпака, яку науково опрацьовують і зберігають у Львівському історичному музеї.
Місія: упорядкувати, зберегти і донести до майбутніх поколінь спадщину митця, його роздуми, його любов до України. Також одним із важливих напрямів діяльності є збереження і розвиток культурних цінностей і забезпечення всебічної благочинної підтримки.
Ініціативні групи: Братислава, Брюссель, Будапешт, Варшава, Відень, Дніпро, Каїр, Київ, Клермон-Ферран, Краків, Ла-Фретт-сюр-Сен, Ліон, Лондон, Львів, Москва, Нью-Йорк, Одеса, Ольбія, Париж, Рабат, Рим, Санкт-Петербург, Торонто.

### Музей
У Львівському історичному музеї окремим експозиційним комплексом представлено матеріали Василя Сліпака, всесвітньо відомого співака, соліста Паризької опери, артиста, котрий своїм особливим тембром голосу зачаровував шанувальників оперного мистецтва багатьох країн світу, та з початком бойових дій в Україні, жертвуючи своїм творчим, матеріальним і фінансовим становищем, приєднався до бійців АТО. Для огляду пропонується концертний одяг хорової капели «Дударик», у якому починав свою співочу кар'єру Василь Сліпак, дипломи міжнародних конкурсів, ноти, особисті речі Героя зі зони АТО.

### Відкритий Міжнародний музичний маратон

Міжнародний музичний марафон

29, 30 червня та 1 липня 2017 року у м. Львові відбувся Міжнародний музичний маратон W LIVE пам'яті співака Паризької національної опери Василя Сліпака, який проходив під гаслом «Тихі дні любові і музика миру».
- Див. Вікіцитати. Маратон пам'яті Василя Сліпака.

### Міжнародний конкурс молодих вокалістів імені Василя Сліпака

Всеукраїнський конкурс молодих вокалістів імені Василя Сліпака

На вшанування пам'яті митця 15—20 грудня 2017 року за ініціативи Департаменту з питань культури, національностей та релігій Львівської обласної державної адміністрації і Львівської обласної філармонії та за підтримки Міністерства культури України, Львівської обласної державної адміністрації, Львівської обласної ради, Фундації Василя Сліпака/The Wassyl Slipak Foundation відбувся Всеукраїнський конкурс молодих вокалістів імені Василя Сліпака.

### Меморіальні дошки

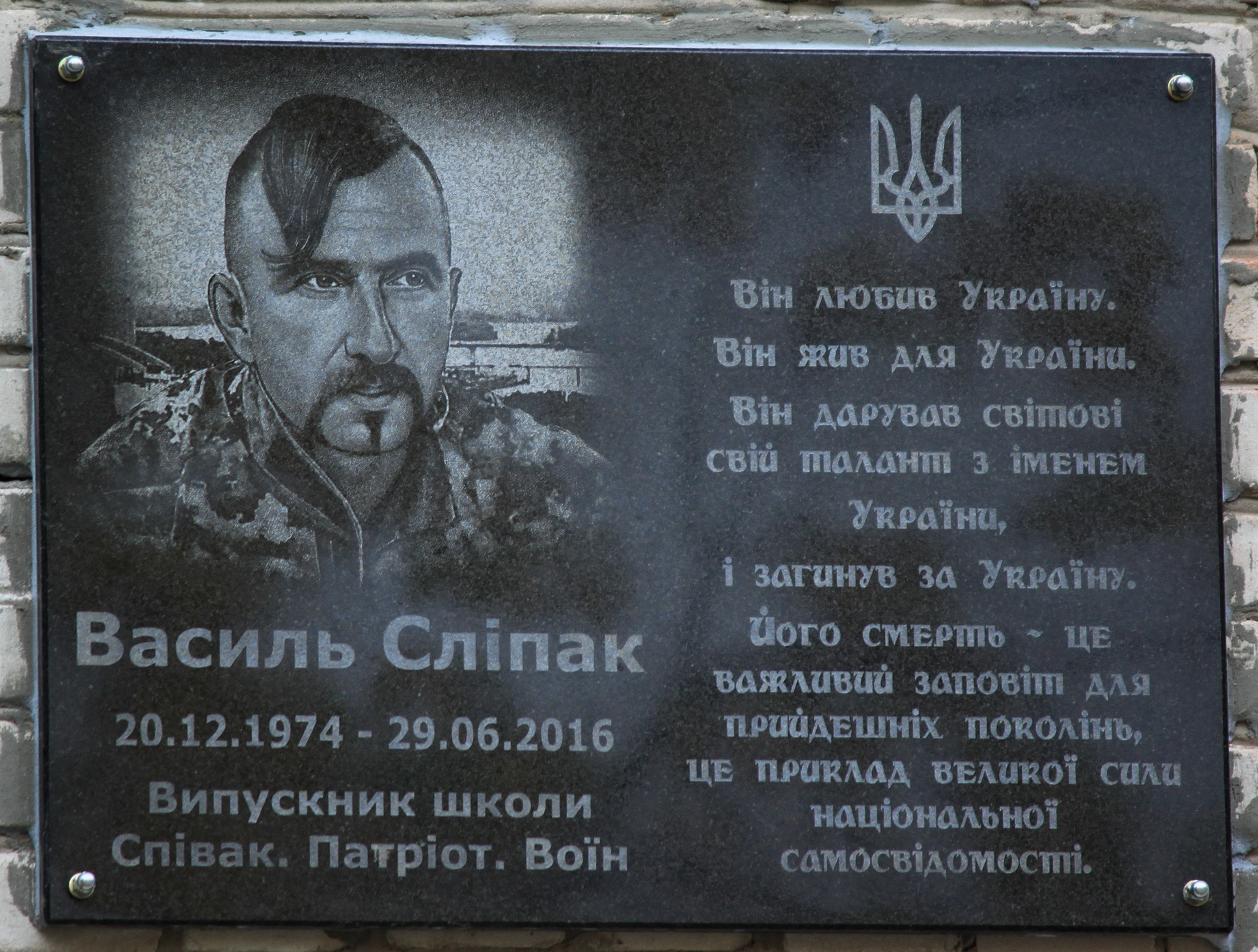
Меморіальна дошка Василеві Сліпаку на фасаді ліцею № 46 ім. В'ячеслава Чорновола

- 14 жовтня 2016 року[36] урочисто відкрили й освятили мармурову меморіальну дошку, яку встановлено на фасаді будівлі Львівської спеціалізованої школи № 46 ім. В. Чорновола, де навчався співак.[37] На дошці викарбувано:

Випускник школи. Співак. Патріот. Воїн. Він любив Україну. Він жив для України. Він дарував світові свій талант з іменем України і загинув за Україну. Його смерть — це важливий заповіт для прийдешніх поколінь, це приклад великої сили національної самосвідомості»

### Пам'ятні об'єкти імені Василя Сліпака
- 28 квітня 2017 року[39] Великому залу Оперної студії Національної музичної академії України ім. П. Чайковського надано ім'я видатного українця, патріота й оперного співака.[40] Біля входу у Великий зал Національної музичної академії України ім. П. Чайковського відкрили пам'ятну дошку, на якій викарбувано: «Міністерство культури України Національна музична академія України імені П. І. Чайковського Великий зал імені Героя України Василя Сліпака»[41].

Пам'ятна дошка, 2017

- 14 жовтня 2018 року Культурно-інформаційному центрові при Посольстві України у Франції офіційно надано ім'я Героя України, соліста паризької опери Василя Сліпака. Відбулася урочиста церемонія відкриття дошки «Український культурний осередок імені Василя Сліпака» на фасаді будівлі[42] на авеню Мессін, 22. Дошка з латуні, 30 х 50 см. Автори: Ерік Пільвен, французький архітектор і дизайнер, Владімір Тітов, художник. Виготовлена за державні кошти у Франції.
- 2019 року малому залу Хмельницької обласної філармонії надано ім'я Василя Сліпака.[43]
- 29 лютого 2020 року урочисто розпочала свою роботу Українська суботня школа імені Василя Сліпака при громаді УГКЦ міста Сан-Фаліу-да-Ґішулса (Іспанія).[44]
- Центр духовного і культурно-мистецького просвітництва при храмі святителя Петра Могили (ПЦУ) в Маріуполі Донецької області названо іменем Василя Сліпака.[45][46]
- Оперній студії Львівської національної музичної академії імені М. В. Лисенка надано ім'я Героя України Василя Сліпака.[47]

### Культурно-мистецький сквер імені Василя Сліпака
16 вересня 2017 року у Києві, на розі Андріївського узвозу та вулиці Боричів Тік мистецька громадськість міста, відомі українські музиканти-волонтери, об'єднані в Громадську Спілку «Музичний Батальйон» провели урочисту церемонію закладання пам'ятного каменя на місці облаштування майбутнього Культурно-мистецького скверу імені Василя Сліпака. Організатори ініціювали проведення конкурсу на кращий ландшафтний дизайн майбутнього скверу.

### Меморіали
16 серпня 2019 року командування 30-ї окремої механізованої бригади імені князя Костянтина Острозького разом з художником-волонтером Ганжою Олегом Володимировичем, за сприяння волонтерів Хрипуна Олега Олексійовича та Гаврилюка Олександра Миколайовича, встановило меморіал поблизу селища Луганське у Бахмутському районі Донецької області. Проєктування, виготовлення художник Олег Ганжа, Володимир Ганжа.

### Вулиці
- Іменем Василя Сліпака названо вулиці у Тернополі[55], сквер у Львові[56], Калуші[57], Кам'янці-Подільському[58], сквер у Києві[59], в Івано-Франківську[60], Рівному[61], Малечковичі,[62] Балті[63], Дніпрі[64], Вінниці[65],   Кременчуці[66], Ізмаїлі[67], Шостці[68], Кропивницькому[69], Краматорську[70], Бахмачі[71], Конотопі[72], Слов'янську[73], Кривому Розі[74], Лучичі,[75]

### Літургії
- 29 червня 2016 року відбулася панахида у Греко-Католицькому храмі Св. Володимира (Париж), який відвідував Василь. Службу Божу правив владика Борис Ґудзяк.[76][77].
- 7 липня 2016 року, на 9 день після загибелі, вшанування пам'яті у Греко-Католицькому храмі Св. Володимира (Париж).[78]
- 6 серпня 2016 року, на 40 день після загибелі, у Гарнізонному храмі свв. апп. Петра і Павла відбулась Заупокійна Літургія[79]
- 9 жовтня 2016 р.[80] хор м. Лозера у супроводі симфонічного оркестру м. Нім, диригент Марія-Клаудія Шевальє, у храмі римо-католицького монастиря Тороне (Прованс, Франція) виконав Літургію Івана Златоустого (С. Рахманінова).[81]
- 15 жовтня 2016 р.[82] у храмі матері Божої з Назарета (Париж) за участі Жана-Марі Леруа, головного органіста храму, Олександри Майлет (мецо-сопрано), Андрія Малахова (альт).
- 16 жовтня 2016 р.[83] у рамках проєкту гуманітарної організації «Opera friends for children/Опера друзі для дітей» у храмі м. Сен-Жене-Лер (Франція) Реквієм, ре мінор, Op. 48 Ґабріеля Форе виконали: Мерилін Клемент (сопрано), Ґоша Ковалінська (мецо-сопрано), Тьєрі де Марслі (тенор), Ґійом Дюссо (бас).[84]
- 16 жовтня 2016 р.[85] у храмі Божої Матері Милосердя у м. Сен-Жене-Лер (Франція) оргкомітет фестивалю «Rencontres Musicales en Loire» вшанував пам'ять В. Сліпака, який брав участь у фестивалях із 2010 року.[86]
- 18 листопада 2016 року[87] у рамках проєкту гуманітарної організації «Opera friends for children/Опера друзі для дітей» у Соборі святого Володимира Великого (Париж) звучав Реквієм (Форе) у виконанні Марджорі Мурау (сопрано), Ґоші Ковалінської (мецо-сопрано), Тьєрі де Марслі (тенор), Ґійома Дюссо (бас) у супроводі Ніколя Жорте (фортепіано), Андрія Малахова (альт).[88]
- 18 червня 2017 року[89] хор м. Лозера у супроводі симфонічного оркестру м. Нім, диригент Марія-Клаудія Шевальє, у храмі римо-католицького монастиря Тороне (Прованс, Франція) виконав Літургію Івана Златоустого (С. Рахманінова).
- 29 червня 2017 року[90] о 10 год у Гарнізонному храмі свв. апп. Петра і Павла відбулася поминальна молитва за Героя України Василя Сліпака за участі хорової капели «Дударик».[91]

### Концерти
- 30 червня 2016 року у Парижі пам'ять вшанували учасники Міжнародного конкурсу гри на фортепіано «Резонанси». Прозвучали твори світової класики та реквієм-посвята загиблим за Україну «Плине кача».[92]
- 1 липня 2016 року[93] у концерті Олена Ракова (мецо-сопрано) у супроводі Лео Дебоно (фортепіано) виконала арії з творів російських композиторів: П. Чайковського, С. Рахманінова, М. Мусоргського, С. Прокоф'єва.[94]
- 3 липня 2016 року у соборі святого Володимира Великого у Парижі у виконанні Ґоші Ковалінської (мецо-сопрано), Ґійома Дюссо (бас), друзів і колег прозвучали Реквієм (KV 626), ре мінор В. А. Моцарта (Recordare, Jesu pie («згадай, Ісусе милосердний») — соло чотирьох голосів; Benedictus («благословенний») — соло чотирьох голосів, потім хор), Реквієм Верді (Lacrimosa (солісти, хор)), № 6 Lux aeterna (мецо-сопрано, тенор, бас), Реквієм, ре мінор, Op. 48 Форе (у повному обсязі).[95]
- 10 липня 2016 року у Києві за сприяння Французького інституту в Україні відбувся Оперний вікенд від Міжнародного фестивалю ліричного мистецтва в Екс-ан-Провансі, присвячений пам'яті Василя Сліпака. Глядачі переглянули оперу В. А. Моцарта «Так чинять усі», в якій свого часу співак виконував партію Дона Альфонсо.[96]
- 27 вересня 2016 року[97] у Маріуполі, Палац молоді, органіст французького Нотр-Дам де Назарет Жан-Марі Леруа дав концерт, який присвятив пам'яті Василя Сліпака та всім борцям за свободу України.[98]
- 29 вересня 2016 р.[99] вечір пам'яті у Культурно-інформаційному центрі Посольства України у Франції.[100][101]
- 6 жовтня 2016 р.[102] концерт органіста Жана-Марі Леруа у Львівському будинку органної та камерної музики.[103]
- 9 жовтня 2016 р.[104] в опері м. Рочестера (Нью-Йорк) концерт за участі Стефана Шкафаровського, бас-баритона Метрополітен-опера, Сюзанни Котронео (сопрано), тріо «Славія» та українських церковних хорів.[105][106][107]
- 14 жовтня 2016 р. у храмі свв. Володимира і Ольги (Львів) відбувся урочистий концерт, у якому взяли участь: церковний хор храму (художній керівник і головний диригент п. Богдан Корінь) та представники спільноти «Благословення».[108]
- 11 листопада 2016 року[109] у храмі Святої Трійці (Париж, Франція) звучав духовний твір Гектора Берліоза Реквієм, Op. 5 (Grande Messe des morts, 1837) у виконанні Патріка Гараута (тенор), Гі Тоуврона (духові), хору і оркестру «Français d'Oratorio». Диригент Жан-П'єр Лорі.[110][111]
- 13 листопада 2016 року[112] на еспланаді Шарля де Ґолля (Нім, Франція)[113] звучали твори Моцарта, Пуччіні, Верді, Россіні у виконанні Марьорі Мюрей (сопрано), Едвіна Грослі Мурцера (баритон), Джорджа Дюме (фортепіано).[114]
- 14 листопада 2016 року[115] 2016 р. у храмі Святої Трійці (Париж, Франція) звучав духовний твір Гектора Берліоза Реквієм, Op. 5 (Grande Messe des morts, 1837) у виконанні Патріка Гараута (тенор), Ґі Тоуврона (духові), хору та оркестру «Français d'Oratorio». Диригент Жан-П'єр Ло Рі.[116]
- 18 листопада 2016 року[117] концерт пам'яті В. Сліпака в соборі святого Володимира Великого в Парижі.
- 4 грудня 2016 року[118] у Дніпропетровському академічному українському музично-драматичному театрі ім. Т. Г. Шевченка[119] здійснено постановку документальної вистави-концерту «Пам'яті Василя Сліпака».[120]
- 14 грудня 2016 року[121] у Львівській обласній філармонії відбувся концерт, присвячений світлій пам'яті співака.[122] У виконанні Надії Фесенко (сопрано), Анни Лабуть (мецо-сопрано), Сергія Бортника (тенор), Романа Мороза (баритон), Львівської державної академічної чоловічої хорової капели «Дударик», камерного хору «Глорія» (кер. — лауреат Державної премії ім. М. Лисенка, заслужений діяч мистецтв України Володимир Сивохіп), академічного симфонічного оркестру Львівської філармонії (диригент — Тарас Криса)[123] прозвучала «Missa Solemnis» Л. В. Бетховена.[124]
- 16 грудня 2016 року[125] у Святковому залі вілли Гаронна у Тулузі (Франція) відбувся концерт пам'яті Василя Сліпака.[126] Твори Ж. Бізе, Ш. Гуно, В. А. Моцарта, Г. Доніцетті, Дж. Верді, Дж. Россіні, Ж. Оффенбаха, Дж. Пуччіні виконали: Крістіан Тебаут, Агнес Боннетаін, Ніколь Ларнак, Філіп Понджі, Крістіан Бернандет, Люк Бульон, Жозіан Томатіс, П'єр-Ален Мерік, Анрі Ібанез. Музичний супровід — Марі-Клод Шевальє.[127][128]
- 20 грудня 2016 року в музично-меморіальному музеї Соломії Крушельницької у Львові відбувся вечір пам'яті співака. У програмі: фрагменти відеозаписів виступів В. Сліпака, спогади викладачів Львівської музичної академії ім. М. Лисенка та близьких товаришів співака, також прозвучали твори українських композиторів у виконанні Лідії Шутко (скрипка) та Олександра Козаренка (фортепіано).[129]
- 27 січня 2017 року[130] у Дніпропетровському академічному українському музично-драматичному театрі ім. Т. Г. Шевченка відбувся концерт пам'яті.[131]
- 11 лютого 2017 року[132] за підтримки Посольства Французької Республіки в Україні, Французького інституту в Україні, Фонду Василя Сліпака[133] у Національній філармонії України відбувся концерт із циклу «Наш сучасник Бах».[134] У виконанні Київського камерного оркестру під орудою французького диригента Ніколаса Краузе[135] у присутності автора П'єра Тійюа,[136] французького композитора, відбулася світова прем'єра музичного твору пам'яті Василя Сліпака «Останній політ» (алегорія для скрипки (соло) і струнного оркестру, ор. 221.). У програмі також прозвучали: Й. С. Бах — Бранденбурзький концерт № 3 соль мажор, BWV 1048, Б. Барток — Дивертисмент для струнного оркестру, П. Чайковський — Серенада для струнних до мажор, тв. 48,[137] Й. Брамс — Угорський танець № 5, Угорський танець № 6.
- 22 квітня 2017 року,[138] у перший день 23 Міжнародного фестивалю сучасного мистецтва «Два дні й дві ночі нової музики», в Одеській обласній філармонії концерт Неперевершений П'єро. Пам'яті Героя України Василя Сліпака.[139] У виконанні молодіжного Одеського ансамблю «SENZA SFORZANDO»[140] прозвучали твори: Арнольд Шенберґ (Австрія) «Місячний П'єро» Op. 21 (1923) мелодрама для голосу та камерного ансамблю (Частина І), Андрій Малініч (Україна) «П'єро та краса» (2016) міні-моно-опера для двох голосів і ансамблю на вірші Шарля Бодлера і Поля Верлена. Демонстрували відео: 23 роки тому. Пам'яті Героя України Василя Сліпака. Олександр Козаренко (Україна) «П'єро мертвопетлює» (1994) камерна кантата для контртенора та ансамблю за віршами Михайла Семенка.[141]
- 28 квітня 2017 року[142] у рамках IX Міжнародної Пасхальної асамблеї (Київ) у Національній академії мистецтв України — «Діти Великодню». Концерт-реквієм пам'яті Героя України Василя Сліпака. Учасники: хорова капела хлопчиків та юнаків «Дзвіночок» (диригент — заслужений артист України Рубен Толмачов), камерний ансамбль «АртеХатта» (керівник — Мирослава Которович).
- 28 квітня 2017 року[143] у рамках IX Міжнародної Пасхальної асамблеї (Київ) у Великій залі НМАУ ім. П. Чайковського — концерт-реквієм «Праведная душе…» пам'яті українського оперного співака Героя України Василя Сліпака.[144] Симфонію-реквієм для солістів, хору та симфонічного оркестру на тексти Тараса Шевченка композитора Володимира Зубицького[145] виконували: хор студентів Академії, оркестр оперної студії Академії, хор хлопчиків і юнаків КССМШ ім. М. В. Лисенка, капела бандуристів Академії. Солісти: народні артисти України, солісти Національної опери України С. Магера (бас), І. Пономаренко (баритон), народний артист України, викладач НМАУ ім. П. Чайковського Р. Майборода (баритон), українська скрипалька, заслужена артистка України, солістка Національного ансамблю солістів «Київська камерата» Б. Півненко. Художнє слово — Л. Кадирова, українська актриса театру і кіно, народна артистка України, професор НМАУ ім. П. Чайковського.[146] Цього дня було оголошено про присвоєння імені Героя України Василя Сліпака Великому залу Національної музичної академії України.[147]
- 29 червня 2017 року[148] вечір пам'яті у Культурно-інформаційному центрі Посольства України у Франції.[149]
- 14 вересня 2017 року[150] за підтримки Посольства України у Литві і Міністерства оборони Литви у Вільнюському Конгрес-Холі (Vilniaus g. 6, Литва) у супроводі оркестру Збройних сил Литви, диригент Егідіус Алішаускас,[151] відбувся спільний концерт[152] відомих литовських та українських співаків: солісти Литовського національного театру опери і балету (Вільнюс) Інсеє Ланабургітє, лауреати Національної премії Литви професор Вітаутас Юозапатіс, професор Володимир Прудніков, актор, бард Гедимінас Стопріштіс, солісти Львівської національної опери народний артист України Олег Лихач, лауреат міжнародних конкурсів Микола Корнутяк, заслужена артистка України Світлана Мамчур, волонтер — співачка, лауреат міжнародних конкурсів Софія Федина.[153]
- 14 жовтня 2017 р.[154] під час XXIII фестивалю сучасної музики «Контрасти»[155] концерт «Реквієм для Воїна»,[156] у якому прозвучав твір П'єра Тійюа (Франція, Париж) — «Останній політ» (алегорія для скрипки (соло) і струнного оркестру, ор. 221. Пам'яті Василя Сліпака,[157] відбулися світові прем'єри — «Земля, трава і вітер у твоєму волоссі» (пам'яті Василя Сліпака та загиблих на війні), «Повіяв вітер степовий» М. Олійник (Україна, Львів),[158] «Романс і Ноктюрн (з Сюїти in C)» Б. Фроляк (Україна, Львів), «Реквієм для Воїна (присвячується Василю Сліпаку і всім убієнним Братам його» на слова Теодозії Зарівної і Алли Сіренко) А. Сіренко (Велика Британія, Лондон)[159] у виконанні У. Горбачевської (голос), О. Литвиненко (віолончель), чоловічого вокального ансамблю Kalophonia у супроводі академічного симфонічного оркестру Львівської філармонії (диригент В. Сивохіп).[160]
- 12 листопада 2017 р.[161] під патронатом Генерального консульства України в Торонто (Канада) і ГО «Четверта хвиля»[162] відбувся благодійний творчий вечір[163] пам'яті Героя України, видатного оперного співака Василя Сліпака. Учасники: хор «Оріон-Левада» (художній керівник Я. Гнатовський), вокальна студія Сергія і Лариси Стільмашенків, заслужений артист України Віктор Мішалов (бандура). Акомпанемент — Наталія Колач.[164]
- 20 грудня 2017 року[165] у музеї видатних діячів української культури (Київ) вечір пам'яті.[166] Ініціатор та організатор — Людмила Чичук, концертна піаністка, лауреат міжнародних конкурсів, волонтер. Учасники: Олександр Ігнатуша, актор, кінорежисер, заслужений артист України; Катерина Волошина, поетеса, громадська діячка; Валерія Бурлакова, журналістка, доброволець, боєць ЗСУ; Михайло Лупейко («Ангел»), бойовий побратим Василя Сліпака, учасник військової операції і свідок бою, в якому він загинув; камерний хор дівчаток КССМШ ім. М. В. Лисенка, диригент Юлія Пучко-Колєснік, кандидат мистецтвознавства, заслужений діяч мистецтв України. Ведуча Юлія Холодна, доцент НПУ ім. М. П. Драгоманова, голова комітету з питань освіти та науки Громадської Спілки «Воля Громади».[167]
- 15 березня 2018 року[168] у католицькій церкві м. Сен-Жені-Лаваль (Франція) відбувся благодійний концерт академічного симфонічного оркестру Харківської обласної філармонії (диригент Юрій Янко) і Фабриса Еврі[fr], французького піаніста. Прозвучали твори «Рапсодія у стилі блюз» та «Summertime» Джорджа Гершвіна, «Мелодія ля-мінор» Мирослава Скорика[169] і сольний фортепіанний концерт Фабриса Еврі «Expiatore». За участі Тьєррі де Марчлі (тенор), який виконував Гімн України у пам'ять про Василя Сліпака, свого друга й співзасновника Асоціації «Opera friends for children/Опера друзі для дітей». Організатор концерту — Асоціація «Ліон-Україна», член Репрезентативного комітету української спільноти у Франції (CRCUF).[170]
- 29 червня 2018 року хор м. Лозера у супроводі симфонічного оркестру м. Нім, диригент Марія-Клаудія Шевальє, у храмі Св. Павла м. Німа виконали твори Георга Фрідріха Генделя і Габрієля Форе.[171]
- 6 грудня 2018 року всесвітньо відомий бас-баритон Ніколас Ішервуд[en] свій концерт у Києві присвятив Василеві Сліпаку. Виконав твори Карлхайнца Штокхаузена «Козерог» і «Зодіак».[172]
- 20 грудня 2018 року у Великій залі Національної музичної академії України (Київ), яка носить ім'я Василя Сліпака, відбувся концерт МІФ за участі відомих українських та європейських оперних співаків у супроводі Національного президентського оркестру та хору Київського муніципального академічного театру опери і балету для дітей та юнацтва.[173]
- 24 грудня 2018 року заслужений артист України, перший соліст Національної опери України Олексій Потьомкін під час гастролей у театрі Єлисейських полів (Париж) присвятив свій виступ (балет «Лускунчик») пам'яті Василя Сліпака.[174]
- 3 квітня 2019 року у Херсонському училищі культури відбулась музична імпреза «Міф, що став легендою».[175]
- 10 вересня 2019 року у Тернопільській обласній філармонії «Україна пам'ятає», в якому взяли участь народна артистка України Наталія Лемішка, Володимир Шагай, Оксана Малецька, Андрій Оленин, Наталія Присіч, Вадим Дарчук, та камерний оркестр Тернопільської обласної філармонії під керівництвом Кирила Семенченка. Ведуча — заслужена артистка України Адріана Онуфрійчук.[176]
- 17 жовтня 2019 року в Івано-Франківській обласній філармонії концерт «Я там, де небо починається…» за участі академічного камерного оркестру «Harmonia Nobile», художній керівник та концертмейстер — народна артистка України Наталія Мандрика та солістів Оксани Кречко (сопрано), Ірини Ключковської (сопрано) та Олександра Семчука (тенор). Автор літературної композиції та ведуча — Христина Кобильчук. Художнє слово — Тарас Василюк.[177]
- 30 листопада 2019 року у Центрі Антона Фінглера (Мюнхен) пройшов вечір пам'яті В. Сліпака та всіх, хто віддав своє життя за Україну. В програмі концерту «Пісня, обірвана кулею», присутнім на якому був брат героя Орест Сліпак, лунали композиції у виконанні Сергія Магери (Національна опера України), Зоряни Кушплер (Державна опера, Відень), Тараса Конощенка (Державна опера, Нюрнберг), Тараса Житинського, Фатіми Чергіндзії (Хмельницька філармонія), парафіяльного хору «Покров» та багатьох інших.[178]
- 21 грудня 2020 року у Великому залі імені Героя України Василя Сліпака Національної музичної академії України імені П. І. Чайковського музична присвята видатному бельгійському скрипалю, композитору, педагогу, засновнику франко-бельгійської скрипкової школи Анрі В’єтану. Музична присвята приурочена 46-й річниці від дня народження Василя Сліпака. За підтримки Посольства Бельгії в Україні, благодійного фонду VERE MUSIC FUND, спільно з Асоціацією Анрі В’єтана, Фундацією Василя Сліпака, Київською міською державною адміністрацією.[179]

### Виставки
- 8—20 грудня 2016 року[180] у холі Львівської обласної філармонії відбувалася виставка «SILENT MEMORY» («Тиха пам'ять»), присвячена Василю Сліпаку, де було представлено 12 полотен із зображенням життєпису загиблого Героя.[181] Організацією виставки опікувався Орест Сліпак, брат співака, який відібрав і надав світлини.[182]
- 14 вересня 2017 року[150] у Вільнюському Конгрес-Холі (Vilniaus g. 6, Литва) відкриття фотовиставки з нагоди вшанування пам'яті співака.[183] Організатори: народний художник України Мирослав Откович і капелан о. Андрій Дуда, приятель Василя Сліпака.[151]
- 6 грудня 2017 року[184] у музеї «Арсенал» (Львів) відкрили фотовиставку «Збройні Сили України. Воїни Світла». Серед інших є серія фотографій про бійця-добровольця, українського оперного співака Василя Сліпака.[185]

### Образ співака у творах митців

#### Музичне мистецтво

##### Класична музика
- Євген Гальперін свій кіноконцерт у Зеленому театрі м. Одеси 26 липня 2016 року розпочав твором, присвяченим В. Сліпаку.[186]
- П'єр Тійюа (Франція, Париж) — «Останній політ» (алегорія для скрипки (соло) і струнного оркестру, ор. 221.) Пам'яті Василя Сліпака.[136][187] Світова прем'єра 11.02.2017 р.[188] у Національній філармонії України.[189]
- Ірина Рябчун (Україна, Київ) — «Постріл» («Парк Монсо»[190]). Прелюдія.[191] Прем'єра 17 червня 2017 р. на фестивалі карильйонного мистецтва (монастир на Ясній горі в Гошеві).[192]
- Марія Олійник (Україна, Львів) — «Земля, трава і вітер у твоєму волоссі» (пам'яті Василя Сліпака та загиблих на війні),[193] «Повіяв вітер степовий».[158] Світова прем'єра 14.10.2017 р. у Львівській обласній філармонії.[194]
- Богдана Фроляк (Україна, Львів) — «Романс і Ноктюрн (з Сюїти in C)». Світова прем'єра 14.10.2017 р. у Львівській обласній філармонії.[194]
- Алла Сіренко (Велика Британія, Лондон) — «Реквієм для Воїна» (присвячується Василю Сліпаку і всім убієнним Братам його") на слова Теодозії Зарівної і Алли Сіренко). Світова прем'єра 14.10.2017 р. у Львівській обласній філармонії.[194]
- Антоніо Сантана (Франція, Париж) — «Фантастична сюїта» («De Profundis»).[195] У супроводі оркестру і хору Французької ораторії під орудою Жана-П'єра Ло Ре. Сольна партія — Татіана Пробст (сопрано). Світова прем'єра 11-12.02.2022 р. у церкві Святої Трйці (Париж).[196]
- Жан-Марі Леруа (Франція) — «Імпровізація в пам’ять Василя Сліпака».[197] Світова прем'єра 14.10.2023 р. у виконанні автора у базиліці Воздвиження Всечесного Хреста (Чернівці).

##### Пісні
- В. Ліфанчук, С. Короненко — «Пливе човен».[198]
- Н. Скрима — «Пам'яті Василя Сліпака» (сл. Л. Тодосюк, муз. С. Гринчук).[199]
- Н. Пилипонюк — «Хвилина мовчання» (сл. К. Тим, муз. Н. Пилипонюк).[200]
- Б. Дремлюх — «Пам'яті Сліпака».[201]
- Гурт «Фата Моргана UA» — «Наша вистава».[202] Виконано спільно зі зразково-показовим оркестром Збройних Сил України, диригент Борис Школовий.
- Олег Вітвіцький — «Розплинуся в Тобі я» (Присвята Василеві Сліпаку-МІФу і усім, НАШИМ…)[203][204]
- Гурт «Гайдамаки» — «Лицар» і презентація кліпу.[205]

##### Виконання-присвяти
- 30 червня 2016 р. Ірина Рябчун (викладач Київської дитячої Академії мистецтв піаністка і мистецтвознавець) — реквієм-посвята загиблим за Україну «Пливе кача» і Павло Нарсесян (піаніст, (Росія−Канада)) — твори світової класики прозвучали у рамках конкурсу-фестивалю піаністів «Резонанси» у Парижі.[206]
- 5 липня 2016 р. Павло Гінтов (Україна, США) — перекладена для фортепіано арія князя Ігоря з однойменної опери О. Бородіна.[207]
- 13 серпня 2016 року[208] у Києві, у музеї «Київська фортеця», Наташа Грізар, 17-річна скрипалька з Франції, зіграла музику-арію Тореадора з опери Жоржа Бізе «Кармен».[209] Концертмейстер Людмила Чичук, українська піаністка і волонтер.[210]
- 20 березня 2017 р. — у Національній філармонії України дует оперних співаків Кіміко Такая і Денис Вишня (Японія) вшанував пам'ять співака, виконавши українську народну пісню «Місяць на небі».[211]
- 5 липня 2017 р.[212] під час концерту у Національній опері України володар рідкісного голосу (контртенор) Юрій Міненко «Аве Марія» Джуліо Каччіні.[213]
- 24 вересня 2017 р.[214] Поль Манандіз (Франція, Україна) — «Вирушали хлопці».[215]
- 20 жовтня 2017 р.[216] Надеж Більрі (Франція) — «Ой у вишневому саду».
- 12 січня 2018 р.[217] вокальний октет «Орфей» на різдвяному концерті[218] у приміщенні театру ім. Марії Заньковецької (Львів) виконав всесвітньо відому колядку Пласідо Каппо[fr] і Адольфа Шарля Адана «Свята ніч»
- 17 лютого 2018 року[219] Ріпак Андрій (бас), артист хору[220] Одеського національного академічного театру опери та балету, у Мадриді (Іспанія) на благодійному концерті пам'яті Небе́сної Со́тні виконав арію Джакопо Фієско з опери Джузеппе Верді «Сімон Боканнегра» на вшанування пам'яті Василя Сліпака.
- 29 червня 2019 року[221] під стінами Софійського собору у фіналі гала-концерту «Зірки світової опери» open-air прозвучала Lacrimosa dies illa («слізний день») із «Реквієму» В. А. Моцарта у виконанні Національної заслуженої академічної капели України «Думка» під керівництвом головного диригента Євгена Савчука у супроводі Заслуженого академічного симфонічного оркестру українського радіо під орудою головного диригента Володимира Шейка.
- 20 серпня 2019 року — диригент Ніколас Ішервуд (Франція-США) присвятив «Мелодію» М. Скорика у виконанні Національного президентського оркестру у фінальному концерті учасників диригентських та вокальних воркшопів U Artist Music, у рамках фестивалю високого мистецтва «Bouquet Kyiv Stage» у саду Національного заповідника «Софія Київська».[222]
- 7 липня 2020 р. Поль Манандіз (Франція, Україна) — «Місяць на небі».[223]

##### Альбоми
- 25 грудня 2020 року «Місія на небі» Поль Манандіз присвятив Василю Сліпаку. Пісні в альбомі представлені чотирма мовами.[224]

##### Опера-Міф
- 14 жовтня 2021 року «Ukraine — TerraIncognita». Твір поєднав різні жанри мистецтва: архаїчне багатоголосся, фрі-джаз, сучасну академічну музику, імпровізацію, експериментальну сценографію з відеоартом та футурофолкові костюми. Режисерка і авторка опери Уляна Горбачевська; композиторка Марія Олійник.[225]

##### «Неймовірні мандри та пригоди козака Василя Сліпака»
Рок-опера «Неймовірні мандри та пригоди козака Василя Сліпака», присвячена оперному співаку та Герою України Василю Сліпаку. Автор — поет та композитор Ігор Роман.

#### Візуальне мистецтво

##### Портрети
- Йосип Бобенчик. «Василь Сліпак», 2016.[227]
- Юрій Журавель[228] Портрет Василя Сліпака. 2016 р.
- Олег Шупляк[229] змалював «Журбу» за Василем Сліпаком. 2016 р.[230]
- Олександр Македонський. «Висока нота В. Сліпака». Картина у краєзнавчому музеї м. Бахмута. 2016 р.[231]
- Роман Давиденко. Пам'яті Василя Сліпака. 2016 р.[232]
- Володимир Тітов. Портрет Василя Сліпака. 2016 р.[233][234]
- Василь Кузьмич. Василь Сліпак (графіка). 2016 р.[235]
- Сергій Позняк. Василь Сліпак (папір, акварель; 210×297 мм). 2016 р.[236]
- Сергій Позняк. Василь Сліпак (полотно, олія; 90х60). 2017 р.[237][238]
- Роман Бончук. Два[239] портрети Василя Сліпака у мистецькому проєкті «Квіт нації». 11 серпня 2016 р. в Івано-Франківському краєзнавчому музеї,[240] 7—9 лютого 2017 р. у кулуарах Верховної Ради України.[241]
- Петро Сипняк. Василь Сліпак. 2017 р.[242]
- Василь Хомич. Василь Сліпак. (Сухий пензлик, олівець. Формат А+). 2017 р.[243] Василь Сліпак. (Сухий пензлик, олівець. Формат А 4). 2018 р.[244]
- Марина Соченко. Василь Сліпак. 2017 р.[245]
- Алла Черніченко. Василь Сліпак. 2017 р.[246]
- Микола Струс (Niko Strus). Василь Сліпак. 2018 р. (шкіра, спеціальні фарби. 90х70 см.),[247] Василь Сліпак (шкіра, спеціальні фарби. 90х70 см.)[248]
- Тетяна Токарева-Асмолкова. Василь Сліпак. 2019 р. (акварель).[249]
- Софія Філоновська. «Василь Сліпак. Козак-сучасник, український соловейко». Акварель. Торшон А-3.[250]
- Олег Шупляк. Василь Сліпак.[251]
- Валентина Шустова. Міф. Козак, герой нашого часу. Полотно, олія, 70х50.[252]
- Наталія Бугайова-Гуменюк. Василь Сліпак. 2022. Техніка "ганчбинт".[253]
- Михайло Довгань. Козак Василь, 2022. 100х100, олія, полотно.[254] Портрет є логотипом Міжнародного проєкту «Митці проти війни» (Словаччина - Україна - Польща - Словенія - Румунія - Молдова - Німеччина). Гарант проєкту - художник Мирослав Цаповчак (Словаччина).[255]
- Дмитро Бур'ян. Василь Сліпак. Вугільний олівець.[256]
- Тетяна Мамон. Василь Сліпак. Портрет, живопис, 70х50.[257]
- Ірина Чмелик. Василь Сліпак. Портрет. Робота виконана у техніці малюнку олівцем та акварелі (гризайль).[258]

##### Настінний розпис храмів
- 10 жовтня 2017 року у храмі Преображення Господнього УПЦ у м. Кременець на Тернопільщині. Іконописець Василь Стецько.[259] Ікону освятив Святійший Патріарх Київський і всієї Руси-України Філарет.[260]
- 27 вересня 2018 року у свято Воздвиження Чесного і Животворного Хреста Господнього на Аскольдовій Могилі (Київ). Іконописець Марина Соченко. Ікону освятив отець Василь Чудійович, Канцлер Київської архиєпархії.[261]
- 22 грудня 2018 року храмі святого Миколая Чудотворця на Аскольдовій Могилі. Іконописець Марина Соченко.[262]
- 26 травня 2019 року у каплиці Святих Володимира і Ольги УГКЦ у м. Інсбрук (Австрія) освятили новий іконостас, в якому ікона св. Володимира, прототипом для якої художнику послугував Василь Сліпак.[263]
- 6 жовтня 2020 року у храмі святих апостолів Петра і Павла у с. Добрівляни Львівської обл. у першому ярусі Царських воріт зображено у козацькому вбранні та з оселедцем на голові Героя України Василя Сліпака «Міфа».[264]

##### Медальєрне мистецтво
- 7 червня 2018 року. Плакета Сліпак Василь Ярославович. Цинк, 14 см, техніка топленого воску. Мистецтво металу. Автор Лілія Мачула.[265]

##### Екслібрис
- 2018 рік. Володимир Окрутний.[266]
- 2020 рік. Георгій Сергєєв[267]

##### Плакатне мистецтво
- Юрій Нерослік. Василь Сліпак.[268]

##### Стінопис
- 29 червня 2020 року на вул. Дорошенка,9 у Львові відкрили стінопис «Наш Сліпак — вічний міф».[269]

##### Скульптура
- Даниїл Ровенчин. Крізь втрату, 2019. Полімер, метал.[270]
- Борис Герман. Погруддя Василя Сліпака, 2023.[271]

#### Художнє осмислення

##### Поезія
```
* 
Див. Вікіцитати. Сліпак Василь Ярославович. Присвяти.
```

- «Життя і ролі Василя Сліпака» Дейв Дей[272]

##### Проза
- Гуменюк Б «…Мені замало цієї війни».[273]
- Скобало Ю. Війна не поставила нас на коліна![274]
- Грабовський В. Одне серце — на двох: поема про безсмертя / Віктор Грабовський // Дзвін. — Львів. — 2019, N № 10. — С. 11—93.
- Ірина Вовк «На щиті : [у 3 т. Т. 3]. Дебальцеве : Спогади родин загиблих воїнів». 2020. ISBN 978-966-03-9214-4.[275]
- Ірина Вовк «Василь Сліпак». 2020 р. ISBN 978-966-03-9435-3.[276]
- Дмитро Савченко «Вовки Да Вінчі». 2023 р. ISBN 978-617-8214-14-2[277]

##### Драматургія
- Неда Неждана «Оtvetka@ua» — моноп'єса у стилі постмодернізму, що поєднує слово, образ, колір, звук, дію, візуалізацію.[278] Посвята співаку Василеві Сліпаку.[279] Прем'єра 22 листопада 2017 р.[280] у програмі мистецького колажу «Лабіринт із криги та вогню» до річниці Революції Гідності у Національному центрі театрального мистецтва імені Леся Курбаса. Сценічне читання актриси Анастасії Губанової. Текст.[281]
- Людмила Колосович «Різдвяний сон кобили вороної» — моновистава за творами Остапа Вишні та Пантелеймона Куліша. Один з персонажів вертепу — Козак — оперний співак, Герой України Василь Сліпак.[282]

#### Новітні технології медіамистецтва
- 12 травня 2017 року[283] — «Спів. Диптих» (полотно, олія) художниці Ірини Ільїнської та відеопроєкція Ярослава Костенка, яка супроводжується голосом Василя Сліпака, звуками кулеметів і музикою «Mozart-Lamento (2015—2017)» Карлхайнца Ессля,[284] композитора із Відня (Австрія). Звукорежисер: BeCaDi (Дмитро Світлов).[285] Це 3D шоу на будівлі Річкового порту на Поштовій площі. Робота — фіналіст конкурсу 3D-маппінгу, що відбувся під час першого Міжнародного фестивалю світла і медіа-мистецтва Kyiv Lights Festival.[286]

#### Кіномистецтво
- «Моя війна. Два життя Василя Сліпака». Документальний фільм. Режисер Леонід Канфер. Світова прем'єра 14 жовтня 2017 р. у «Планеті Кіно», ТРЦ «Forum Lviv».[287]
- «Міф». Документальний фільм. Режисер Леонід Кантер. Світова прем'єра 8 лютого 2018 р. у кінотеатрі «Україна» (Київ).[288]
- Див. Вікіцитати. Міф (фільм, 2018).
- «Арія, перервана кулею». Документальний фільм, підготовлений ГО «Музичний батальйон». Прем'єра 18 грудня 2020 р. у приміщенні «Ярміз» — Центру реабілітації та реадаптації ветеранів АТО/ООС (Київ).[289]

#### Декоративно-прикладне мистецтво
- Василь Сліпак «Міф» — іграшка з полімерної глини. Автор Богдан Савлюк.[290]
- Василь Сліпак — ексклюзивна іграшка для проєкту «Barbie: Мрійники та винахідники». Автор Ірина Ізотова, м. Одеса.[291][292]

### Мистецькі проєкти
- 15 жовтня 2017 р. — у с. Вороців (Львівська обл.) «Герої не вмирають». Мистецький проєкт присвячений пам'яті героя України В. Сліпака.[293] Автор ідеї — о. А. Дуда; автор проєкту — народний художник України Мирослав Откович; директор проєкту — начальник Львівського будинку офіцерів, полковник В. Провозін. У програмі: фотовиставка, виступи Державної академічної чоловічої хорової капели «Дударик» (диригент Д. Кацал), заслуженої артистки України С. Мамчур, народного артиста України О. Лихача, Військового оркестру 80 ОДШБр.[294]
- 29 червня 2018 р. — у Культурно-інформаційному центрі при посольстві України у Франції «ЖИВИМ…» — вечір-спогад у віршах. Тексти і читання — Сергій Смальчук, режисер Антоніна Горіна.[295]
- 20 лютого 2020 р. у Чернігові стартував Всеукраїнський марафон «Герої не вмирають! Україна пам'ятає», присвячений Дню Героїв Небесної Сотні та пам'яті Героя України Василя Сліпака. Ініціатор проєкту — громадська спілка «Творче патріотичне об'єднання „Музичний батальйон“».[296]

### Флешмоби
- 20 грудня 2016 року друзі й колеги В. Сліпака музичним флешмобом вшанували його пам'ять. На вокзалі Сен-Лазар (м. Париж, Франція) у виконанні О. Куконіна прозвучали етюди Ф. Шопена 24,12,1; Д. Михалевич — «Мелодія ля-мінор» М. Скорика; О. Діденко — «Нет, только тот, кто знал свиданья жажду» Петра Чайковського, «Eja mater fons amoris» з кантати «Стабат Матер» Дж. Перголезі, арії з опер «Русалка» А. Дворжака, «Валькірія» Р. Вагнера, «Кармен» Ж. Бізе; А. Малахова — «Sotto voce» Ганни Гаврилець, сюїта № 1 для альта соло, 1 частина Макса Регера.[297]

### Пісенний фестиваль
25 червня 2017 року у Раві-Руській (Львівська область) відбувся I районний фестиваль патріотичної пісні «Пісня для Героя», який був присвячений річниці пам'яті оперного співака, львів'янина, Героя України Василя Сліпака.
28 червня 2018 року у Народному домі м. Рава-Руська відбувся II районний фестиваль патріотичної пісні «Пісня для Героя».

### Благодійні проєкти
- 9 листопада 2017 р.[301] — у рамках благодійного фестивалю Charity Chamber[302] у Києві пройшов прем'єрний показ документальної стрічки Л. Канфера «Моя війна. Два життя Василя Сліпака».[303]

### Конференції
- 30 червня 2017 року у Львівському історичному музеї відбувся круглий стіл «Василь Сліпак і українська діаспора: незіграна роль».[304]
- 17 листопада 2017 р. у Вільнюсі (Литва) — Міжнародна конференція «Суспільство — гарант безпеки країни?». Під патронатом Президента Литовської Республіки Далі Грибаускайте.[305][306]
- 20 грудня 2017 року Громадська Спілка «Музичний Батальйон» провела у Києві круглий стіл за участі волонтерів, народних обранців та митців-музбатівців. Темою круглого столу було облаштування на Подолі Арт-скверу ім. В. Сліпака. На розсуд громадськості було презентовано декілька варіантів облаштування майбутнього скверу та розпочато акцію зі збору підписів до владних структур столиці України на підтримку цієї ініціативи.[307]

### Просвітницькі мультимедійні проєкти
- «Україна починається з тебе». Це створення у СЗСШ № 46 м. Львова сучасного просвітницького мультимедійного простору — стіни пам'яті Героя України Василя Сліпака.[308] Проєкт є переможцем громадського бюджету м. Львова на 2018 рік.[309]
- Цикловий проєкт «Калиновий к@тяг»[310][311]
- «100 галичан, які змінили світ». Просвітницький проєкт УГП. Перша десятка за підсумками голосування.[312]
- Василь Сліпак — життєвий шлях (GIS - проєкт). Процитовано 2 вересня 2022.
- Мультимедійний комемораційний проєкт PLUS 1 (2021).[313]
- «Culture Fights Back», 2023 — проєкт про українських митців, які стали на захист держави. Створений Українським інститутом у співпраці з Міністерством закордонних справ України та Ukrainer.[314]

### Поліграфія

#### Поштова листівка
- Павло Власенко. Василь Сліпак на різдвяній картці. (2017, США)[315][316]

#### Художній маркований конверт

Міжнародний музичний марафон

У ПАТ «Укрпошта» 31.07.2017 р. на засіданні Редакційно-художньої ради з питань видання поштових марок, маркованих конвертів і карток в Україні було розглянуто питання здійснення випуску поштової продукції, присвяченої Герою України Василеві Сліпаку. Прийнято рішення: випустити у 2017 р. в серії «Героям Слава!» художній маркований конверт, присвячений співакові. ТОВ «Укрбланковидав» у листопаді 2017 року у спеціальній серії випустило такий конверт тиражем 400 тис. примірників, зам. Т-0262. 14.11.2017 р. Дизайн Володимира Тарана.

### Монета
- 2021 року Нацбанк України випустив пам'ятну монету «Василь Сліпак». Номінал дві гривні, серія «Видатні особистості України». Виконана з нейзильберу, тираж — 35 тисяч штук.[318]

### Квітникарство
- Ірис «Василь Сліпак». (2017).[319] Селекціонер І. Хорош.[320]
- МІФ/MYPH. (2021).[321] Селекціонерка А.Черногуз.

### Дискографія
- 2017 — «Співає Міф»[322][323] Диск із записами голосу Василя Сліпака видано на знак пошани й пам'яті до річниці загибелі всесвітньо відомого українського оперного співака. Створено за підтримки Ореста Сліпака, брата співака. Альбом створювали: укладач — Сергій Проскурня; підготовка записів та майстеринг — Аркадій Віхарєв; дизайн — Ольга Бакан.

- 2018 — «Імператор Атлантиди» Віктора Ульманна. Запис 2015 р. у театрі м. Дюдінген (Швейцарія)[324][325]

## Медіаархів

### Відеоархів

#### Слово про співака
| Дата                   | Подія | Примітки                                                                                                  | |
| ---------------------- | --- | --- | --- |
| 29 червня 2016 року    | Юрій Шевчук, товариш дитинства. | Громадське Телебачення Львів.                                                                             | «Василько мав надзвичайно велике серце, дуже любив людей», — говорить про відомого українського оперного співака Василя Сліпака його друг дитинства, соліст оперного театру Юрій Шевчук. Тривалість 4:47 хв [Архівовано 2 січня 2020 у Wayback Machine.]                  |
| 30 червня 2016 року    | Сергій Скала, волонтер. | Espreso.TV.                                                                                               | UA — У Дніпрі попрощалися із всесвітньо відомим оперним співаком Василем Сліпаком, який загинув на Донбасі. Тіло загиблого привезли на територію лікарні імені Мечникова Тривалість 2:47 хв [Архівовано 1 травня 2022 у Wayback Machine.]                                 |
| 1 липня 2016 року      | Орест Сліпак про загиблого брата. | Радіо Свобода.                                                                                            | Автори: Мар'ян Павлик, Галина Терещук. Тривалість 1:31 хв [Архівовано 26 листопада 2018 у Wayback Machine.] |
| 1 липня 2016 року      | Гійом Дюссо, соліст Паризької опери. | Leopolis news. Львів.                                                                                     | Тривалість 1:07 хв |
| 1 липня 2016 року      | Микола Мединський, капелан. | Громадське Телебачення Львів.                                                                             | Про останню зустріч з Василем Сліпаком. Тривалість 2:50 хв |
| 1 липня 2016 року      | Володимир Омелян, брат. | Leopolis news. Львів.                                                                                     | Тривалість 1:36 хв [Архівовано 14 березня 2020 у Wayback Machine.] [Архівовано 26 листопада 2018 у Wayback Machine.] |
| 5 липня 2016 року      | Олександр Наконечний, волонтер, мер міста Карлівки (Полтавщина).                                                                                                   | Радіо Свобода. Патріоти України.                                                                          | Про останній бій В. Сліпака. Тривалість 2:28 хв [Архівовано 25 листопада 2018 у Wayback Machine.] |
| 18 серпня 2016 року    | Василь Сліпак. Згадує Ірина Рябчун. | Бібліотека ім. Петра Панча ЦБС Голосіївського району м. Києва.                                            | Ірина Рябчун — кандидат мистецтвознавства, викладач КДАМ. Тривалість: 20:40 хв [Архівовано 26 листопада 2018 у Wayback Machine.] [Архівовано 31 травня 2022 у Wayback Machine.] The Wassyl Slipak Foundation                                                              |
| 08 грудня 2016 року    | «Він був солістом Паризької опери, але кинув усе і пішов на війну».                                                                                                | Пам'яті співака Василя Сліпака у Львові влаштують концерт.                                                | Автор: Марічка Крижанівська. Тривалість: 02:49 хв [Архівовано 20 грудня 2016 у Wayback Machine.] The Wassyl Slipak Foundation |
| 13 квітня 2017 року    | Лариса Кадирова, українська актриса театру і кіно, народна артистка України, професор Національної музичної академії ім. П. Чайковського.                          | UA — У Києві урочисто представили програму IX міжнародної Пасхальної асамблеї «Духовність єднає Україну». | Автор: УНІАН. Тривалість: 05:07 хв [Архівовано 15 квітня 2017 у Wayback Machine.] [Архівовано 26 листопада 2018 у Wayback Machine.] |
| 30 червня 2017 року    | Юрій Булка, музикознавець, Богдана Фроляк, українська композиторка, лауреат Національної премії України імені Тараса Шевченка, про Маратон пам'яті Василя Сліпака. | «Доброго ранку, Львове», ефір 30 червня 2017.                                                             | Автор: ТРК Львів. Тривалість: 11:58 хв |
| 1 липня 2017 року      | Орест Сліпак, брат співака. Куратор проєкту Музичний open-air марафон пам'яті Василя Сліпака «W LIVE. Тихі дні любові і музика миру».                              | НТА — Про зірку світового масштабу та чоловіка який вбрав військову форму та загинув за рідну державу.    | Автор: НТА — Незалежне телевізійне агентство. Тривалість: 12:42 хв |
| 10 листопада 2017 року | Володимир Омелян, брат співака. | Досьє з Сергієм Руденком.                                                                                 | Автор: Espreso.TV. Тривалість: 37:21—40:42 хв [Архівовано 1 травня 2022 у Wayback Machine.] |
| 10 листопада 2017 року | Леонід Канфер, документаліст, про Василя Сліпака, фільм «Моя війна: два життя Василя Сліпака», про цінності та Україну.                                            | Ранкова програма Saba з Єлизаветою Цареградською.                                                         | Автор: телеканал ATR. Тривалість: 39:18 хв |
| 26 грудня 2017 року    | Леонід Канфер, журналіст, документаліст. | «Моя війна: два життя Василя Сліпака».                                                                    | Документальний фільм. Тривалість: 1:40:10 хв [Архівовано 16 січня 2018 у Wayback Machine.] |
| 28 січня 2018 року     | Про В. Сліпака розповідають: Орест Сліпак, Ореста Бріт, Оксана Бріт, Галина Клемпуз, Тетяна Грубенюк, Алла Мартинюк.                                               | Василь Сліпак. БУДЕМО ЖИТИ III сезон 17 програма.                                                         | Проєкт: Будемо жити. В. Гром, М. Сальнік, Я. Загорська, О. Стойко. Тривалість: 9:49 хв [Архівовано 15 лютого 2021 у Wayback Machine.] |
| 10 лютого 2018 року    | Володимир Омелян, брат співака. За участі Ореста Сліпака, Валерії Бурлакової, Анни Чесановської.                                                                   | Пам'яті Василя Сліпака: спецвипуск «Рандеву».                                                             | Спецвипуск «Рандеву» присвячений Василю Сліпаку, оперному співаку, добровольцю, який загинув 29:06 в АТО від кулі снайпера. Це програма, яку ми присвятили виходу на екран докфільму про Василя «МІФ». Тривалість: 37:28 хв [Архівовано 16 січня 2018 у Wayback Machine.] |
| 5 березня 2018 року    | Тьєррі де Марчлі, тенор. | Пам'яті Василя Сліпака.                                                                                   | Про концерт пам'яті. Асоціація Ліон-Україна. Тривалість: 10:19 хв Concert à Saint-Genis-Laval: Thierry de Marcley chantera en mémoire de Wassyl Slipak(фр.) |
| 16 березня 2018 року   | Орест Сліпак, брат Василя Сліпака | Про збереження і вшанування пам'яті Василя Сліпака.                                                       | Kontakt Ukrainian TV3. Тривалість: 21:26.—37:11. хв |
| 1 квітня 2018 року     | Орест Сліпак, брат Василя Сліпака | Полинові воїни: історії полеглих.                                                                         | Телеканал ZIK. Тривалість: 1:15. [Архівовано 21 листопада 2018 у Wayback Machine.] |
| 24 червня 2018 року    | Орест Сліпак, Дмитро Кацал | Княжицький.                                                                                               | Телеканал Espreso.TV. Тривалість: 38:09. [Архівовано 24 червня 2018 у Wayback Machine.] |
| 29 червня 2018 року    | Орест Сліпак. | Life and Death of a Hero: Vasyl Slipak Killed 2 Years Ago Defending Ukraine.(англійською)                 | Телеканал UATV English. Тривалість: 3:10. [Архівовано 4 березня 2022 у Wayback Machine.] |
| 29 червня 2018 року    | Орест Сліпак. | أوكرانيا تتذكر بطلها وفنانها فاسيلي سليباك بعد سنتين من رحيله.(арабською)                                 | Телеканал قناة UATV الأوكرانية. Тривалість: 4:01. |

#### Пам'яті співака
| Рік                    | Подія | Примітки | |
| ---------------------- | --- | --- | --- |
| 3 липня 2016 року      | Концерт пам'яті Василя Сліпака. | Улюблена пісня Василя Сліпака «Місяць на небі». | У виконанні друзів, колег. У соборі святого Володимира Великого у Парижі. Тривалість: 3:29 хв |
| 3 липня 2016 року      | Концерт пам'яті Василя Сліпака. | У соборі святого Володимира Великого у Парижі прозвучали твори української і світової класики у виконанні друзів, колег. | Автор: denorac59. Тривалість: 4:52 хв . Тривалість: 5:03 хв . Тривалість: 3:17 хв . Тривалість: 3:0 хв . Тривалість: 3:12 хв . Тривалість: 6:26 хв . Тривалість: 1:56 хв . Тривалість: 6:01 хв . Тривалість: 7:01 хв . Тривалість: 5:37 . Тривалість: 5:24 хв . Тривалість: 5:03 хв . |
| 5 липня 2016 року      | Арія князя Ігоря з опери «Князь Ігор» О. Бородіна | Аранжування Павла Гінтова. | Автор: Pavel Gintov. Тривалість: 5:58 хв [Архівовано 27 вересня 2019 у Wayback Machine.] |
| 7 липня 2016 року      | Вечір пам'яті Василя Сліпака. | Одеса, АнтиТруханівський Майдан. | Автор: Михаіл Голубєв. Тривалість: 2:31 хв |
| 23 липня 2016 року     | Франківський художник створює величну картину захисників України. | 24 Канал. Івано-Франківськ. Івано-франківський художник Роман Бончук взявся за масштабний проєкт. Хоче викласти величезний силует України із символічних сот. На кожній — портрети загиблих бійців, військових та їхніх рідних. Серед них і портрет загиблого у зоні АТО оперного співака Василя Сліпака. Його художник зобразив двічі.                                                                               | Автори: В. Слобода, В. Ференц. Тривалість: 1:42 хв [Архівовано 26 листопада 2018 у Wayback Machine.] |
| 26 серпня 2016 року    | Святослав Владика, Олександр Ярмола. Пам'яті Василя Сліпака. | Створення в куполі храму Образу Пантократора від Святослава Владики під голос Олександра Ярмоли в Українських Карпатах. | Автор: Святослав Владика. Тривалість: 5:23 хв |
| 28 серпня 2016 року    | Пам'яті Василя Сліпака. З Мексики. | Піднімаючись на найвищий пагорб міста Сан-Кристобаль-де-лас-Касас, туди, де стоїть храм Марії Гваделупської, ми думали про Україну і збиралися підняти український прапор на пагорбі… але фігура Святого, яку ми побачили в храмі, все вирішила по-своєму… і ось що з цього вийшло… Герої не вмирають. Співак живе поки голос його звучить. Вічна слава і пам'ять Герою України Василю Сліпаку.                       | Тривалість: 5:31 хв |
| 6 вересня 2016 року    | Пливе човен (пам'яті Василя Сліпака). | Василь Сліпак — соліст Паризької національної опери, волонтер, оперний співак, чия всесвітня слава тільки починалася. Він мав би стати оперною зіркою, зробити записи у найкращих світових студіях… момент смерті став моментом його посмертної слави. Уже не треба було приховувати свою участь у бойових діях від рідних, колег і друзів. Наче сколихнувся інформаційний простір від цієї звістки.                  | Автори: Світлана Короненко (сл.), Віктор Ліфанчук (муз.). Тривалість: 6:38 хв [Архівовано 25 грудня 2020 у Wayback Machine.] |
| 14 жовтня 2016 року    | У Львові відкрили меморіальну дошку воїну-співаку Василеві Сліпаку. | У п'ятницю, 14 жовтня 2016 р., у День захисника України, на подвір'ї ССЗШ № 46 ім. В. Чорновола, що на вул. Науковій, 90, відбулися урочистості з вшанування пам'яті випускника закладу Василя Сліпака. | Автор: Фотографії Старого Львова. Тривалість: 52:33 хв [Архівовано 17 жовтня 2016 у Wayback Machine.] |
| 26 листопада 2016 року | Прелюдія Пам'яті Василя Сліпака. | Виконала Ірина Рябчун у церкві Богоматері за річкою Дейле м. Мехелена (Бельгія). | Тривалість: 4:02 хв Ірина Рябчун у соціальній мережі Facebook.26.11.2016 р.The Wassyl Slipak Foundation |
| 14 грудня 2016 року    | Вечір пам'яті оперного співака Василя Сліпака у Львові. | 5 канал. У Львові влаштували вечір пам'яті Василя Сліпака. Гостей запросили до концертної зали імені Людкевича де виконали урочисту месу, яку присвятили відомому оперному співакові та солісту Паризької опери. | Тривалість: 2:33 хв [Архівовано 21 липня 2021 у Wayback Machine.] |
| 14 грудня 2016 року    | Вечір пам'яті оперного співака Василя Сліпака у Львові. | Радіо Свобода. Missa Solemnis Бетховена звучала у Львові в пам'ять про воїна-співака Василя Сліпака (відео) | Автори: Галина Терещук Мар'ян Павлик. Тривалість: 1:45 хв [Архівовано 26 листопада 2018 у Wayback Machine.] |
| 14 грудня 2016 року    | Вечір «Дударика» Василя Сліпака. | Телеканал ПравдаТут. Missa Solemnis Бетховена звучала у Львові в пам'ять про воїна-співака Василя Сліпака (відео) | Тривалість: 3:40 хв |
| 16 грудня 2016 року    | Не останні овації. Концерт пам'яті добровольця. | Телеканал ZIK. Львів. Перші про головне. | Автори: Марія Шиманська, Юрій Щербатий. Тривалість: 3:30 хв |
| 20 грудня 2016 року    | День народження Героя. | Телеканал ZIK. Львів. Перші про головне. | Тривалість: 2:50 хв Телеканал ZIK. Перші про головне у соціальній мережі Facebook |
| 21 грудня 2016 року    | Геній, патріот, герой: українські режисери створюють фільм про Василя Сліпака. | 5 канал. «Інформаційний ранок». У фільмі будуть розкриті подробиці з особистого життя всесвітньовідомого артиста, що боронив країну до останнього. Режисер Леонід Кантер в ефірі 5 каналу. | Автор: Дарина Феденко. Тривалість: 18:44 хв [Архівовано 26 листопада 2018 у Wayback Machine.] |
| 3 лютого 2017 року     | Концерт пам'яті Василя Сліпака | У театрі ім. Т. Шевченка (м. Дніпро) пройшов концерт пам'яті Василя Сліпака. | Автори: Евеліна Михайленко, Олександр Височин. Канал 9. Тривалість: 2:39 хв [Архівовано 11 серпня 2017 у Wayback Machine.] |
| 11 лютого 2017 року    | Концерт циклу «Наш сучасник Бах». | Національна філармонія України. Київський камерний оркестр під орудою французького диригента Ніколаса Краузе. У присутності автора П'єра Тійуа, французького композитора, відбулася світова прем'єра музичного твору пам'яті Василя Сліпака «Остання кавалькада» (для камерного оркестру). | Автор: Студія AVI. Тривалість: 14:22 хв [Архівовано 18 серпня 2017 у Wayback Machine.] |
| 12 лютого 2017 року    | «Остання кавалькада»: французький диригент присвятив концерт Василю Сліпаку. | 5 канал. Твір у пам'ять про загиблого на сході оперного співака Василя Сліпака вперше прозвучав у Національній філармонії України. Світову прем'єру виконали музиканти Київського камерного оркестру під керівництвом французького диригента, друга Василя Сліпака, Ніколаса Краузе. | Автори: Олена Бережнюк, Валентин Стрельцов, Олександр Павленко. Тривалість: 2:43 хв [Архівовано 13 лютого 2017 у Wayback Machine.] [Архівовано 26 листопада 2018 у Wayback Machine.]                                                                                                  |
| 12 лютого 2017 року    | Новини з перших вуст (російською мовою). | TV — Іномовлення України. Програма присвячена солісту Паризької опери Василеві Сліпаку. Гість студії — Ніколас Краузе. | Тривалість: 6:39 хв [Архівовано 6 березня 2017 у Wayback Machine.] |
| 13 лютого 2017 року    | Symphony Commemorates the Life of Vasyl Slipak (англійською мовою). | TV — Іномовлення України. Твір у пам'ять про загиблого на сході оперного співака Василя Сліпака вперше прозвучав у Національній філармонії України. | Тривалість: 2:01 хв [Архівовано 12 березня 2017 у Wayback Machine.] |
| 13 лютого 2017 року    | Обговорення можливостей проведення у Львові фестивалю «W Live» пам'яті Василя Сліпака. | Автор: lvivadm. Влітку відбудеться презентація Відкритого Міжнародного музичного Маратону W LIVE пам'яті Василя Сліпака. 29, 30 червня та 1 липня 2017 року у різних локаціях міста вперше відбудеться Відкритий міжнародний музичний маратон пам'яті Василя Сліпака «ТИХІ ДНІ ЛЮБОВІ І МУЗИКА МИРУ». | Тривалість: 3:36 хв [Архівовано 8 березня 2017 у Wayback Machine.] |
| 13 лютого 2017 року    | У Львові відбудеться Відкритий Міжнародний музичний маратон пам'яті Василя Сліпака (ФОТО, ВІДЕО).                                                                                                  | Автор: Сайт міста Львова. | Тривалість: 2:11 хв [Архівовано 8 березня 2017 у Wayback Machine.] |
| 13 лютого 2017 року    | Новини з перших вуст (російською мовою). | TV — Іномовлення України. Французький диригент зі світовим ім'ям відвідав Україну. | Тривалість: 2:22 хв [Архівовано 8 березня 2017 у Wayback Machine.] |
| 15 лютого 2017 року    | W LIVE пам'яті Василія Сліпака. | ПравдаТУТ — незалежне інформаційне агентство (телеканал, газета, веб). Автори: Іванна Галайко, Віталій Ільчишин | Тривалість: 3:33 хв [Архівовано 8 березня 2017 у Wayback Machine.] |
| 20 лютого 2017 року    | Оперний співак та боэць АТО Василь Сліпак став Героєм України посмертно. | Канал 1+1. Випуск ТСН. 12:00. | Тривалість: 0:45 хв [Архівовано 10 серпня 2017 у Wayback Machine.] |
| 20 лютого 2017 року    | Всесвітньо відомий співак Василь Сліпак — Герой України. | Канал ICTV.UA. Факти. | Тривалість: 0:49 хв [Архівовано 28 вересня 2017 у Wayback Machine.] |
| 20 лютого 2017 року    | Президент підписав Указ про надання найвищої відзнаки країни, оперному співакові Василю Сліпаку.                                                                                                   | Новини. | Тривалість: 0:49 хв [Архівовано 11 серпня 2017 у Wayback Machine.] |
| 20 лютого 2017 року    | Бійцю АТО й оперному співакові Василю Сліпаку надано звання Героя України, посмертно. | Канал UA: Перший. Новини. | Тривалість: 1:03 хв [Архівовано 18 серпня 2017 у Wayback Machine.] |
| 20 лютого 2017 року    | Василю Сліпаку посмертно присвоїли звання Героя України. | TV — Іномовлення України. Новини. Зроблено в Україні. | Тривалість: 0:55 хв [Архівовано 10 серпня 2017 у Wayback Machine.] |
| 20 лютого 2017 року    | Василю Сліпаку посмертно присвоїли звання Героя України. | Канал Ukraine Crisis Media Center. Полковник Олександр Мотузяник, речник Міністерства оборони України з питань АТО. УКМЦ, 20.02.2017 р. | Тривалість: 3,55 — 4:37 хв [Архівовано 17 березня 2018 у Wayback Machine.] |
| 10 квітня 2017 року    | Поки є такі герої — ми непереможні — Президент вручив «Зірку Героя» батькам Василя Сліпака. | Президент України Петро Порошенко. Офіційне інтернет-представництво. | Тривалість: 0:52 хв [Архівовано 26 листопада 2018 у Wayback Machine.] |
| 24 квітня 2017 року    | Сучасне мистецтво: фестиваль 2Д2Н нової музики. (рос. мовою) | Щорічний Міжнародний фестиваль сучасного мистецтва «Два дні і дві ночі нової музики» є одним з найбільших і інформаційних в Україні. Він акцентує увагу на театралізації перформансів у комбінації з візуальними, мультимедійними, відео- та кіноакцій. Особливістю 23-го фестивалю є широке використання театральних форм і жанрів.                                                                                  | Тривалість: 5:30 хв [Архівовано 11 серпня 2017 у Wayback Machine.] |
| 25 квітня 2017 року    | В Одесі пройшов 23 міжнародний фестиваль сучасного мистецтва «Два дні й дві ночі нової музики» | Філія ПАТ «Національна суспільна телерадіокомпанія України» «Одеська регіональна дирекція». | Тривалість: 3:45 хв [Архівовано 11 серпня 2017 у Wayback Machine.] [Архівовано 26 листопада 2018 у Wayback Machine.] |
| 28 квітня 2017 року    | У рамках IX Міжнародної Пасхальної асамблеї (Київ) у Великій залі НМАУ ім. П. Чайковського — концерт-реквієм «Праведная душе…» пам'яті українського оперного співака Героя України Василя Сліпака. | Автор: Юрій Паниця (Yuriy Panytsia). | Тривалість: 1:54:36 хв |
| 16 червня 2017 року    | Передача «SMC» про «Відкритий міжнародний музичний маратон пам'яті Василя Сліпака». Гості: В. Сивохіп, О. Сліпак.                                                                                  | ТРК «Львів». Львівська обласна державна телерадіокомпанія. Автор: Л. Ступчук. | Тривалість: 1:00:53 хв |
| 27 червня 2017 року    | Світла пам'ять. Урочисті заходи з нагоди роковин Василя Сліпака. Учасники прес-конференції: О. Сліпак, С. Проскурня.                                                                               | УКРІНФОРМ. Мультимедійна платформа іномовлення України. | Тривалість: 24:08 хв [Архівовано 1 грудня 2017 у Wayback Machine.] [Архівовано 18 лютого 2021 у Wayback Machine.] |
| 29 червня 2017 року    | Стартував марафон пам'яті загиблого героя — оперного співака Василя Сліпака. | Телеканал ZIK. | Тривалість: 03:21 хв |
| 30 червня 2017 року    | Пам'яті Василя Сліпака та інших воїнів. Органна музика звучала на Личаківському цвинтарі (відео).                                                                                                  | Радіо Свобода. Автори: Галина Терещук, Мар'ян Павлик. | Тривалість: 01:04 хв [Архівовано 25 листопада 2018 у Wayback Machine.] |
| 3 липня 2017 року      | У Львові завершився Маратон пам'яті Василя Сліпака. | UA ПЕРШИЙ. Автор: Олена Царенко. | Тривалість: 03:20 хв [Архівовано 16 грудня 2018 у Wayback Machine.] |
| 18 грудня 2017 року    | Вечір пам'яті українського співака Василя Сліпака. УКМЦ, 18.12.2017 р. | Український кризовий медіа-центр. Автори: Людмила Чичук, волонтер, концертна піаністка, викладач Київської середньої спеціальної музичної школи імені М. Лисенка, Юлія Холодна, представник громадської спілки «Воля Громади», Валерія Бурлакова, журналістка, боєць Збройних сил України, Михайло Лупейко («Ангел»), бойовий побратим Василя Сліпака, учасник військової операції і свідок бою, в якому він загинув. | Тривалість: 22:14 хв [Архівовано 5 березня 2022 у Wayback Machine.] |
| 14 лютого 2018 року    | Голос війни. Активісти ініціюють створення пам'ятника і скверу імені Героя України Василя Сліпака                                                                                                  | Організатор: ГС Творче патріотичне об'єднання «Музичний батальйон». Учасники: В. Кривенко, народний депутат України; Юрій Сиротюк, депутат Київської міської ради; Дмитро Павличко, Герой України, український поет, перекладач, літературний критик, громадсько-політичний діяч; Сергій Василюк, соліст гурту «Тінь сонця».                                                                                          | Тривалість: 54:36 хв [Архівовано 25 листопада 2018 у Wayback Machine.] |
| 7 березня 2018 року    | 28 лютого 2018 року у Торонто відбулась канадська прем'єра фільму «МІФ» про Василя Співака. | Vyshyvanka Channel, Торонто (Канада). Автор: Джейн Дудка. | Тривалість: 04:51 хв |
| 18 червня 2018 року    | Орест Сліпак, Дмитро Кацал: W-life — музичний маратон Василя Сліпака. | Чорноморська телерадіокомпанія. ВажливоPRO. | Тривалість: 17:09 хв |
| 30 червня 2018 року    | «ЖИВИМ…» Вечір пам'яті Василя Сліпака (Франція, Париж, 29.06.2018). | Факти ICTV. Автори: С. Сорока, В. Смальчук. | Тривалість: 36:27 хв [Архівовано 3 липня 2018 у Wayback Machine.] |

#### Репортажі
| Рік                  | Подія                                                                                            | Примітки                                                                 | |
| -------------------- | ------------------------------------------------------------------------------------------------ | ------------------------------------------------------------------------ | --- |
| 29 червня 2016 року  | Пам'ять Василя Сліпака вшанували українці та французи.                                           | Канал 1+1. ТСН.                                                          | Пам'ять Василя Сліпака вшанували українці та французи. У Парижі фото співака виставили в Соборі Володимира Великого, на бульварі Сен-Жермен — це український квартал. Ті, хто знав «Міфа» особисто, стежив за його долею, просто чув арії в його виконанні, прийшли з квітами. А в Києві до монумента Незалежності на Майдані люди прийшли з лампадками, вони не приховували сліз. Випуск ТСН. Ніч за 29 червня 2016 року. Тривалість 1:16 хв |
| 29 червня 2016 року  | Прощання із «Міфом» (Василь Сліпак, доброволець ПС).                                             | Канал КП в Украине: новости.                                             | Прощання у м. Дніпрі. Автор: Павло Дацковський. Тривалість 12:42 хв |
| 29 червня 2016 року  | Загиблого соліста Паризької опери Василя Сліпака дніпряни провели оплесками.                     | Канал Громадське ТБ Дніпро.                                              | Прощання у м. Дніпрі. Автор: Олександр Чиж, Дарина Важинська. Тривалість 3:32 хв |
| 29 червня 2016 року  | Як у Києві вшановують пам'ять оперного співака, який загинув у зоні АТО.                         | 24 Канал. Новини.                                                        | Прощання у м. Києві. Автор: Олексій Гудзенко. Тривалість 2:04 хв |
| 30 червня 2016 року  | Ukrainian Opera Singer Killed While Fighting In Eastern Ukraine. (англійською мовою)             | Радіо Свобода.                                                           | Прощання у м. Києві. Тривалість 0:39 хв |
| 1 липня 2016 року    | Тисячі львів'ян провели в останню путь Василя Сліпака.                                           | Zaxid.Net.                                                               | Сьогодні, 1 липня, у Львові поховали відомого оперного співака та бійця «Правого сектору» Василя Сліпака, який загинув від кулі снайпера в зоні АТО. Тривалість 3:03 хв |
| 1 липня 2016 року    | Загиблого оперного співака Василя Сліпака поховали у Львові.                                     | Телеканал ZIK.                                                           | Тривалість 1:33 хв |
| 1 липня 2016 року    | В останню путь провели відомого оперного співака.                                                | Канал СТБ. Вікна-новини.                                                 | Болісне прощання. У Львові в останню путь провели відомого оперного співака, бійця-добровольця Василя Сліпака, що загинув у зоні АТО. Коли почалася війна на Сході, він полишив французьку оперу і поїхав на фронт боронити рідну землю. Та два дні тому — його життя перервала ворожа снайперська куля. Сьогодні Василя поховали на Личаківському цвинтарі в рідному Львові. Автори: Ольга Кучер, Юлія Панчук, Тарас Уланець. Тривалість 4:44 хв |
| 3 липня 2016 року    | Які фантастичні люди захищають нас на Донбасі. Останні овації.                                   | Канал 1+1. ТСН Тиждень.                                                  | Які фантастичні люди захищають нас на Донбасі. Василь Сліпак. Воїн. Волонтер. І справжня оперна зірка. Володар рідкісного голосу. Від високого тенора до баритона. Вже в 10 років — львівська хорова капела «Дударик». У 14 — виступ у «Карнеґі-хол» в Америці. У 20 — Гран-прі на Міжнародному конкурсі у Франції, і запрошення працювати в «Ґранд-опера». Він виступав на найкращих сценах Франції, Італії, Польщі, Сполучених Штатів. Але серце залишалося в Україні. Випуск ТСН. Тиждень за 3 липня 2016 року. Коментар: Алла Мазур. Тривалість 3:03 хв |
| 3 липня 2016 року    | Герої, які не вмирають: як прощалися з Василем Сліпаком.                                         | Канал ICTV. Факти тижня з Оксаною Соколовою.                             | Поїхав без галасу. Без піару. Без десятків телекамер, які тягнуть за собою наші політики в зону АТО. Між боями він співав. Тепер Україна аплодує йому — проводжаючи в останню путь. Про героїв, які не вмирають. Автори: Юлія Плісенко та Сергій Смальчук. Тривалість 7:58 хв Факти тижня, 03.07 [Архівовано 26 вересня 2017 у Wayback Machine.]Герои, которые не умирают: как прощались с Василием Слипаком. Факты недели, 03.07 |
| 4 липня 2016 року    | Поховали Василя Сліпака.                                                                         | НТА — Незалежне телевізійне агентство.                                   | Тисячі львів'ян прийшли на похорон Василя Сліпака. Оперного співака проводжали на колінах, оплесками та вигуками — Герої не вмирають! Вшанувати героя прийшли бійці Правого сектору, де воював Василь, хор Дударик та колеги із Франції. Автори: Ольга Рогоцька, Віктор Сембратович. Тривалість 3:22 хв |
| 5 липня 2016 року    | Як Росія убила Василя Сліпака (російською мовою).                                                | Noga-TV. Телеканал «НОГА». НЕДЕЛЯ ONLINE!                                | Автори: Євгеній Тітов. Тривалість 4:18 хв . Повна версія передачі: — від 17:46 до 24:45 хв |
| 7 серпня 2016 року   | На сороковини з дня загибелі Василя Сліпака друзі прихистили його улюблену Кицю.                 | Канал 1+1. ТСН.                                                          | Боєць Валерія згадує: дві сестрички, Киця і Варя, одразу стали улюбленицями Василя. Він розповідав про них друзям. Коли загинув у бою, ті захотіли забрати кошенят. Упіймати вдалося тільки Кицю. Варя відмовилася від імміграції. А її сестричка рушила на зустріч із новою господинею. Господиня Аня, подруга Василя Сліпака, побачивши кішку, ледве стримує сльози. Автори: О. Муляр, М. Бухан, М. Шинкаренко, В. Верба. Тривалість: 02:57 хв |
| 1 жовтня 2016 року   | Французький музикант відвідав прифронтовий Маріуполь.                                            | Канал Espreso.TV. Новини.                                                | Столицю Приазов'я, Маріуполь — відвідав паризький органіст Жан-Марі Леруа. Музикант зі світовим ім'ям не вперше приїздить на терени України — два роки тому він навіть зібрав гроші на медикаменти для бійців АТО. Нинішній півторагодинний концерт із кращих творів зі свого репертуару — присвятив загиблому у бою оперному співакові Василю Сліпаку. Тривалість: 02:56 хв [Архівовано 18 травня 2022 у Wayback Machine.] |
| 14 жовтня 2016 року  | У Львові відкрили меморіальну дошку загиблому бійцю АТО й оперному співакові Василю Сліпаку.     | Канал 1+1. ТСН.                                                          | Розмістили її на фасаді 46-ї школи, де навчався воїн. На урочистостях звучали пісні у виконанні Василя, також показали фільм про його життя. Останні 19 років Василь Сліпак жив у Франції і працював у Паризькій опері. З початку війни в Україні волонтерив, а влітку 2015 року залишив успішну кар'єру та пішов захищати батьківщину у лавах добровольчого батальйону Правий сектор. Тривалість: 01:14 хв [Архівовано 26 листопада 2018 у Wayback Machine.] |
| 14 жовтня 2016 року  | У Львові відкрили пам'ятну дошку Василеві Сліпаку.                                               | 5 Канал.                                                                 | У День захисника України у Львові відкрили пам'ятну дошку Василеві Сліпаку. Меморіал встановили на стіні школи оперного співака. Вчителі та учні співали пісень та читали патріотичні поезії на честь воїна. Тривалість: 01:10 хв [Архівовано 2 грудня 2020 у Wayback Machine.] |
| 14 вересня 2017 року | Концерт пам'яті Василя Сліпака у Литві.                                                          | LRT TELEVIZIJOS laida «Labas rytas, Lietuva», LRT.lt.                    | Литовською мовою. Тривалість: 15:41 хв |
| 16 вересня 2017 року | У Києві з'явиться сквер Василя Сліпака.                                                          | Espreso.TV. Автор: Ілля Березенко.                                       | У Києві заклали камінь майбутнього Культурно-мистецького скверу імені Василя Сліпака. Тривалість: 01:36 хв |
| 16 вересня 2017 року | У Києві створюють сквер імені Василя Сліпака.                                                    | 5 канал. Автор: Леся Головата.                                           | У Києві заклали наріжний камінь майбутнього культурно-мистецького скверу імені Василя Сліпака — відомого оперного співака, а також бійця АТО, який торік загинув поблизу Дебальцевого. Тривалість: 05:49 хв |
| 16 вересня 2017 року | Активісти шукають архітекторів для створення скверу пам'яті Василя Сліпака на Подолі.            | ТСН.                                                                     | Сьогодні на київському Подолі — поблизу Андріївського узвозу — під оперний спів та оплески заклали перший камінь майбутнього скверу. Яким він буде — мають визначити на конкурсі проєктів і почати будувати сквер вже навесні. Соліст паризької опери Василь Сліпак покинув успішну кар'єру і пішов на війну добровольцем. Загинув від кулі ворожого снайпера. Тривалість: 01:10 хв [Архівовано 26 листопада 2018 у Wayback Machine.] |
| 16 вересня 2017 року | У Києві планують відкрити сквер імені Василя Сліпака.                                            | UA ПЕРШИЙ. Автор: Олена Блізнякова.                                      | У Києві заклали наріжний камінь майбутнього культурно-мистецького скверу імені Василя Сліпака — відомого оперного співака, а також бійця АТО, який торік загинув поблизу Дебальцевого. Тривалість: 02:31 хв [Архівовано 26 листопада 2018 у Wayback Machine.] |
| 11 жовтня 2017 року  | Орест Сліпак, брат оперного співака Василя Сліпака і Алла Сіренко, композитор (Велика Британія). | ТРК Львів. Програма «Доброго ранку, Львове».                             | Розмова про документальний фільм Леоніда Канфера «Моя війна: два життя Василя Сліпака» і концерт у Львівській філармонії, присвячений нашим захисникам. Тривалість: 12:51 хв |
| 14 жовтня 2017 року  | На честь Дня захисників України у Львові презентували фільм про Василя Сліпака.                  | ПравдаТУТ Львів. Автор: Наталя Галецька.                                 | Автори стрічки показали два контрастні світи, в яких жив Герой. Один — сповнений духу паризької опери. Другий — переносить глядачів у Донецьку область, на лінію фронту між українськими військовими та проросійськими сепаратистами. Як оперна зірка раптом опинилася в окопах Донбасу? Та що її туди привело? Тривалість: 2:48 хв [Архівовано 12 січня 2019 у Wayback Machine.] |
| 15 грудня 2017 року  | Герої не вмирають: Документальний фільм «МІФ», який має побачити кожен.                          | «Голос Америки». Автори: Марія Прус, Дмитро Савчук.                      | Його історія — заворожлива та трагічна. Життя і смерть оперного співака Василя Сліпака, який покинув велику сцену у Парижі й волонтером поїхав захищати Україну, стали основою документальної стрічки «МІФ». Передпрем'єрні покази стрічки проходять зараз у США. Тривалість: 3:46 хв [Архівовано 10 лютого 2018 у Wayback Machine.] |
| 18 січня 2018 року   | У Парламенті відбувся брифінг «МузБату» стосовно скверу ім. В. Сліпака.                          | Віктор Кривенко, МузБат. Арт-сквер ім. Василя Сліпака. Брифінг 18.01.18. | у Верховній Раді України за сприяння народного депутата Віктора Кривенка і Клубу «Коло» відбувся брифінг ГС «Музичний Батальйон». Виконавчий директор Музбату Валерій Суботін і речник спілки Євген Їжак, розповіли народним обранцям про намір створити в столиці Арт-сквер ім. Василя Сліпака та закликали депутатів підтримати ініціативу з вшанування таким чином Героя України і соліста Паризької опери. Віктор Кривенко, у свою чергу, повідомив, що під відповідною петицією до міського голови та Київради вже поставили свої підписи 123 народних депутати, що представляють різні політичні сили та фракції. Тривалість: 6:03 хв [Архівовано 9 вересня 2018 у Wayback Machine.] |
| 29 червня 2018 року  | Друзі й колеги воїна Василя Сліпака провели музичний марафон його пам'яті (відео).               | Радіо Свобода. Автори: Євген Солонина, Володимир Паутов.                 | Тривалість: 2:53 хв [Архівовано 3 липня 2018 у Wayback Machine.] |
| 29 червня 2018 року  | Друга річниця загибелі Василя Сліпака.                                                           | ПравдаТУТ Львів. Автори: Наталя Галецька, Ольга Янчура.                  | Тривалість: 3:38 хв |
| 29 червня 2018 року  | 2 роки без Василя Сліпака. Як оперний співак захищав Україну.                                    | Факти ICTV. Автор: Анастасія Федченко.                                   | Тривалість: 4:52 хв [Архівовано 3 липня 2018 у Wayback Machine.] |
| 29 червня 2018 року  | Виступав на найкращих сценах світу. Про життя і загибель на війні Василя Сліпака.                | Факти ICTV. Автор: Анастасія Федченко.                                   | Тривалість: 4:52 хв [Архівовано 3 липня 2018 у Wayback Machine.] |
| 30 червня 2018 року  | Вшанування пам'яті Василя Сліпака: яким був оперний геній.                                       | 1+1. Сніданок з 1+1.                                                     | Тривалість: 3.4 хв [Архівовано 3 липня 2018 у Wayback Machine.] |
| 6 липня 2018 року    | Відбувся другий музичний маратон пам'яті Василя Сліпака.                                         | ПравдаТУТ Львів                                                          | Автори: Валерія Паненоко, Ольга Юнко, Сергій Медведєв. Тривалість: 6:26 хв |
| 7 липня 2018 року    | Ukraine in the News.                                                                             | Kontakt Ukrainian TV3.(англ.)                                            | Автор: Tania Stech. Тривалість: 3:32 хв |

### Радіопередачі
| Рік           | Назва передачі | Примітки |
| ------------- | --- | --- |
| червень 2016  | У зоні АТО загинув відомий оперний співак і патріот Василь Сліпак. | Радіо «Radio Ukraine International». Ведучий: Юрій Яценко. Тривалість 12 хв Німецькою мовою. [Архівовано 25 листопада 2018 у Wayback Machine.] |
| червень 2016  | Загибель воїна-співака. Він приїхав із Франції, щоб захищати Україну. | Радіо «Свобода». Автор: Євгенія Руденко. Тривалість 4,5 хв [Архівовано 26 листопада 2018 у Wayback Machine.] |
| червень 2016  | Програма «Кіно з Алфьоровим». | Радіо «Вєсті». Відомий композитор Євгеній Гальперін про дружбу із Василем Сліпаком і роль музики в кіно. Ведучий: Андрій Алфьоров. Тривалість 45:28 хв Російською мовою. [Архівовано 26 листопада 2018 у Wayback Machine.] [Архівовано 17 лютого 2021 у Wayback Machine.] |
| червень 2016  | Репортаж. Загиблого воїна згадують його товаришки. Анна Лазарєва Анна Жайяр-Чесановська. | Громадське радіо. Паризького оперного співака Василя Сліпака, який воював добровольцем і загинув на Донбасі, поховають першого липня у Львові. Автор: Василина Думин. Тривалість 3:27 хв [Архівовано 23 серпня 2018 у Wayback Machine.] |
| липень 2016   | Український оперний співак убитий снайпером на сході України. | Радіо «CBC.ca». Онлайн-служба канадської радіомовної корпорації. Ґійом Дюссо, соліст Паризької опери про Василя Сліпака. Англійською мовою. Тривалість 6:56 хв [Архівовано 4 листопада 2016 у Wayback Machine.] [Архівовано 4 листопада 2016 у Wayback Machine.] |
| липень 2016   | Захищав Україну. Оплески для воїна-співака Василя Сліпака. | Радіо «Свобода». Автор: Галина Терещук. Тривалість 3:26 хв [Архівовано 26 листопада 2018 у Wayback Machine.] |
| липень 2016   | Прощание с «Мифом». | Радіо «Свобода». Автор: Наталья Каневская. Тривалість 10:41 хв [Архівовано 26 листопада 2018 у Wayback Machine.] |
| липень 2016   | Вечірня студія «Ліра». | Українське радіо. УР3. Автор: Людмила Кучеренко. Тривалість 17:25:00—17:59:53 хв [Архівовано 25 листопада 2018 у Wayback Machine.] [Архівовано 25 листопада 2018 у Wayback Machine.] |
| липень 2016   | «Radio Kontakt». | Андрій Головатий та Уляна Глинчак представляють спеціальну літню серію програм: Василь Сліпак: пам'яті Героя України Тривалість 59:28 хв [Архівовано 25 листопада 2018 у Wayback Machine.] [Архівовано 20 травня 2022 у Wayback Machine.] |
| серпень 2016  | Програма «Музичні шедеври». | Радіо «Житомирська хвиля». Про життя і долю — творів і митців. Автор і ведуча: Наталка Кулініч. Тривалість 19:57 хв |
| серпень 2016  | Програма «Музика нашої Незалежності». | Українське радіо. Сітка мовлення — УР1. 19.08.2016 р. Автор і ведуча: Вікторія Наумчук. Тривалість 10:52:57 — 10:57:54 хв [Архівовано 11 жовтня 2016 у Wayback Machine.] |
| вересень 2016 | Ліричний співак. що став героєм війни в Україні. Репортаж. | Французьке радіо (португальською мовою). 10.09.2016 р. Тривалість 02:59 хв [Архівовано 25 листопада 2018 у Wayback Machine.] |
| вересень 2016 | Відзначення 25 років Незалежності України у Варшаві. Репортаж. | Польське радіо. 15.09.2016 р. Автор: Володимир Прядко. Тривалість 09:31 хв [Архівовано 25 листопада 2018 у Wayback Machine.] [Архівовано 20 червня 2018 у Wayback Machine.] |
| грудень 2016  | Польова пошта. | Українське радіо. УР 1. 21.12.2016 р. Автор: Дмитро Хоркін. Тривалість 20:10:03 — 20:27:00 хв [Архівовано 19 жовтня 2017 у Wayback Machine.] |
| лютий 2017    | Французький диригент присвятив концерт Василю Сліпаку. | Громадське радіо. 10.02.2017 р. Автори: Лариса Денисенко, Андрій Куликов. У студії Громадського радіо французький диригент Ніколас Краузе та брат Василя Сліпака — Орест Сліпак. Тривалість 18:43 хв [Архівовано 23 серпня 2018 у Wayback Machine.] [Архівовано 6 березня 2017 у Wayback Machine.] Текстовий варіант підготувала Наталія Роп. [Архівовано 23 серпня 2018 у Wayback Machine.] |
| лютий 2017    | У Львові готують музичний маратон пам'яті Василя Сліпака. | Радіо «Львівська хвиля». 14.02.2017 р. Автори: Іванна Лаврик, Артур Бобрик. Тривалість 1:36 хв [Архівовано 29 серпня 2017 у Wayback Machine.] |
| квітень 2017  | Новини. Про концерт-реквієм пам'яті Василя Сліпака. | Українське радіо. Канал 1. 28.04.2017 р. Тривалість 8 хв із 5:30 хв [Архівовано 28 квітня 2017 у Wayback Machine.] |
| червень 2017  | Проєкт «Тихі дні любові» / Теорія Бєглова. | Радіо Skovoroda. 26.06.2017 р. Тривалість 48 хв |
| червень 2017  | Проєкт «У п'ятницю — про визначне». | Українське радіо. 30.06.2017 р. Ведуча — Людмила Сікалюк. Хв 12.02. [Архівовано 25 листопада 2018 у Wayback Machine.] [Архівовано 25 листопада 2018 у Wayback Machine.](нім.) |
| червень 2017  | Проєкт «Культура. Live». Є. Їжак, речника ГС «Музичний Батальйон», С. Магера, соліст Національної опери України.                                                                                    | Українське радіо. Радіо Культура. 12.11.2017 р. Ведуча — Марина Люта. Хв 09:05:00 — 09:56:40. [Архівовано 14 листопада 2017 у Wayback Machine.] |
| листопад 2017 | Леонід Кантер та Катерина Мізіна про фільм МІФ. | UkrainianIndependentRadio. Чикаго (США). 27.11.2017 р. Ведуча — Оксана Чуйко. Тривалість 39.38. |
| березень 2018 | Будемо жити № 56(22.03.2018) Василь Сліпак. | Армія FM. Військове радіо. 22.03.2018 р. Автори: Олена Стойко, Олександр Безсонов. Ведуча — Марія Сальнік. Тривалість 39.38. |
| квітень 2018  | Новини з України. Розмова з Орестом Сліпаком, братом загиблого Героя України, Василя Сліпака про життя Василя й події після його загибелі.                                                          | Український час. Канада. 21.04.2018 р. Автор: Наталя Федосєєва. Тривалість хв 23:00 — 31.10. |
| червень 2018  | В Україні вперше виконають «Маленьку урочисту месу» Россіні в пам'ять Василя Сліпака. Про програму музичного марафону пам'яті Василя Сліпака розповідають організатори Дмитро Кацал і Орест Сліпак. | Громадське радіо. 18.06.2018 р. Автор: Андрій Куликов. Тривалість 15.16. [Архівовано 18 червня 2018 у Wayback Machine.] |
| червень 2018  | Від друзів для друга. | Армія FM. Військове радіо. 18.06.2018 р. Автор: Сергій Жуковський. Тривалість 19.12. [Архівовано 26 лютого 2022 у Wayback Machine.] |
| червень 2018  | Брат і товариш загиблого на Донбасі співака Василя Сліпака розповіли про його дитинство та зростання.                                                                                               | Радіо НВ. 18.06.2018 р. Автор і ведучий: Дмитро Тузов. Тривалість 40.55. [Архівовано 20 травня 2022 у Wayback Machine.] |
| червень 2018  | Брат і товариш загиблого на Донбасі співака Василя Сліпака розповіли про його дитинство та зростання.                                                                                               | Радіо НВ. 18.06.2018 р. Автор і ведучий: Дмитро Тузов. Тривалість 40.55. [Архівовано 20 травня 2022 у Wayback Machine.] |
| червень 2018  | Брат і товариш загиблого на Донбасі співака Василя Сліпака розповіли про його дитинство та зростання.                                                                                               | Радіо Свобода. 19.06.2018 р. Автор і ведуча: Дар'я Куренная. [Архівовано 19 жовтня 2018 у Wayback Machine.] |
| червень 2018  | Д. Кацал і В. Сивохіп про Марафон пам'яті Василя Сліпака. | Радіо Львівська Хвиля. червень 2018 р. Автор і ведучий: Зіновій Карач. Тривалість 17.04. |
| червень 2018  | Д. Кацал і В. Сивохіп про Марафон пам'яті Василя Сліпака. | Львівське радіо. червень 2018 р. Автор і ведуча: Ірена Вовк. Тривалість 22.56. [Архівовано 4 липня 2018 у Wayback Machine.] |
| червень 2018  | Д. Кацал про Марафон пам'яті Василя Сліпака. | Незалежне радіо (Чикаго). червень 2018 р. Тривалість 21.08. |

### Фотоархів
| Рік  | Подія | Примітки |
| ---- | --- | --- |
| 2016 | У пам'ять про Василя Сліпака. Підбірка із 17 зображень.                                                                                  | Тиждень.ua.У пам'ять про Василя Сліпака. — 29 червня 2016 р. [Архівовано 26 лютого 2018 у Wayback Machine.] |
| 2016 | Прощання із Василем Сліпаком у м. Дніпрі.                                                                                                | City of Dnipro said goodbye to killed Vasyl Slipak. — 29 червня 2016 р. [Архівовано 6 березня 2019 у Wayback Machine.] Інформаційний портал Дніпра.                                                                                     |
| 2016 | Прощання із Василем Сліпаком у м. Києві.                                                                                                 | Українське фото. Фотосервіс «Українські новини». Фото: Переверзєв Олег. 29.06.2016 р. На Майдане Незалежности почтили память оперного певца Василия Слипака, который погиб на Донбассе утром 29 июня. — 29 червня 2016 р.               |
| 2016 | Прощання з Василем Сліпаком у м. Львові.                                                                                                 | Фотослужба агентства «Уніан». Фото: Євгенія Кравс. 01.07.2016 р. Events by themes: Lasts respects with Vasyl Slipak in Lviv. — 29 червня 2016 р. [Архівовано 4 жовтня 2017 у Wayback Machine.]                                          |
| 2016 | Василь Сліпак у фотографіях. | Фотослужба Радіо «Свобода». Фото: більшість фотографій взято із соцмереж, зокрема, зі сторінки у фейсбуці самого Василя Сліпака Воїн. Співак. Український націоналіст. — 01 липня 2016 р. [Архівовано 3 жовтня 2017 у Wayback Machine.] |
| 2016 | У Херсоні вшанували пам'ять Василя Сліпака.                                                                                              | Фотослужба «NIKCENTER.ORG».— 02 липня 2016 р. [Архівовано 24 лютого 2022 у Wayback Machine.] |
| 2016 | У Дніпрі волонтери вшанували пам'ять Василя Сліпака.                                                                                     | Автор: solveig_54: 08 липня 2016 р.. Автор: Ганна Квітка: [Архівовано 10 вересня 2017 у Wayback Machine.] |
| 2016 | Посвячення меморіальної дошки Василеві Сліпаку.                                                                                          | Автор: Vadum [Архівовано 19 жовтня 2016 у Wayback Machine.]. |
| 2016 | У м. Дніпрі пройшов перший в Україні концерт пам'яті Василя Сліпака.                                                                     | Автор: Дніпропетровська єпархія Української Православної Церкви Київського Патріархату [Архівовано 6 січня 2019 у Wayback Machine.]. |
| 2017 | У м. Києві, на розі вулиць Андріївський узвіз та Боричів Тік з'явиться культурно-мистецький сквер імені оперного співака Василя Сліпака. | Автор: ГЛАВКОМ. 16 вересня. [Архівовано 19 липня 2019 у Wayback Machine.] |
| 2017 | У м. Києві заклали камінь на місці майбутнього скверу імені Василя Сліпака.                                                              | Автор: Володимир Гонтар, фотослужба агентства «УНІАН». 16 вересня. [Архівовано 17 вересня 2017 у Wayback Machine.] |
| 2017 | У Києві пройшов вечір пам'яті Василя Сліпака.                                                                                            | Автор: Ганна Чабарай. Тиждень.ua. 20 грудня. [Архівовано 26 січня 2018 у Wayback Machine.] |